# Colònia portuguesa de Ceilan
Ceilan fou colònia portuguesa entre el segle xvi i el segle xvii. Inicialment fou de fet un protectorat, però després un territori es va posar sota domini directe (colònia) i altra part fou protectorat.

## Establiment portuguès a l'illa

### Primers anys dels portuguesos a Ceilan
Els portuguesos van arribar a Calicut amb Vasco de Gama el 1498. El 25 de març de 1505 Francisco de Almeida fou designat com a virrei de l'Índia. El novembre d'aquell any va enviar el seu fill Lourenço de Almeida amb nou vaixells contra vaixells musulmans d'espècies que anaven entre la Mar Roja i les Maldives, però els vents el van portar a la costa de Ceilan, prop de Galle. Allí foren ben rebuts i van poder reabastir-se sortint després cap a Kolon Tota (la moderna Colombo) on van desembarcar el 15 de novembre i que oferia perfectes condicions d'entorn fèrtil i protecció contra les turmentes; el comerç estava en mans de musulmans indis establerts allí feia segles. Un missatge fou enviat al rei de Sinhala demanant obrir relacions comercials; el rei va demanar un ambaixador que fou Fernão Cotrim, que va anar a Kotte, la capital (situada a dos hores, però se'l va guiar fent un gran tomb per tardar tres dies) i es va acordar iniciar relacions comercials. Un nou ambaixador, Payo de Sousa, fou enviat a signar un tractat formal (i altre cop del va guiar per un llarg camí). A Colombo es va erigir un monument commemoratiu de l'arribada portuguesa (que es conserva i porta l'inexplicable data de 1501). Francisco d'Almeida va planejar establir el centre del poder portuguès a Ceilan (en aquell moment els portuguesos encara no dominaven cap territori i estaven hostejats pel rajà de Cotxin) però no va poder ser perquè va haver de dedicar les seves energies contra els mamelucs egipcis la flota dels quals que acabaven de derrotar i matar el seu fill Lourenço), i la factoria de Colombo fou negligida. Els intents monopolístics dels portuguesos van provocar el ressentiment de singalesos i musulmans.

### Dharma Parakrama Bahu IX

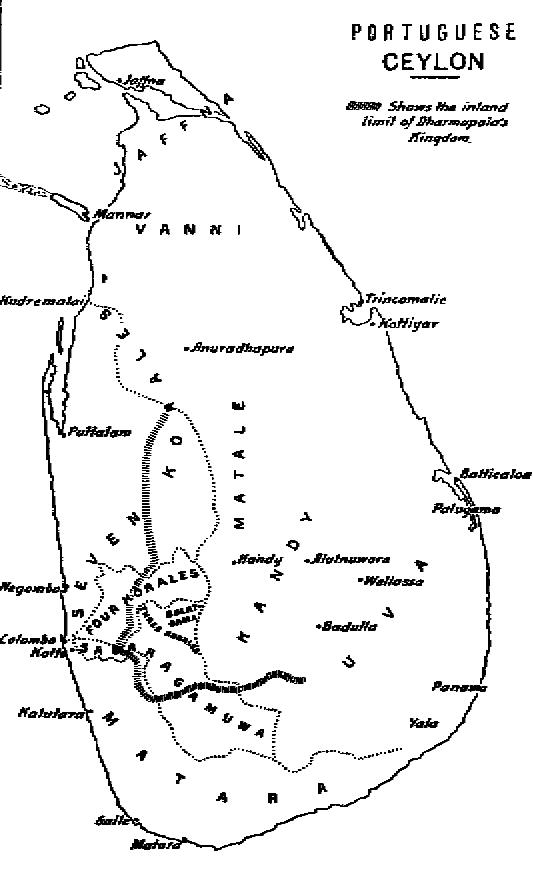
Ceilan portuguès; mapa a http://www.lakdiva.org/codrington/chap08.html

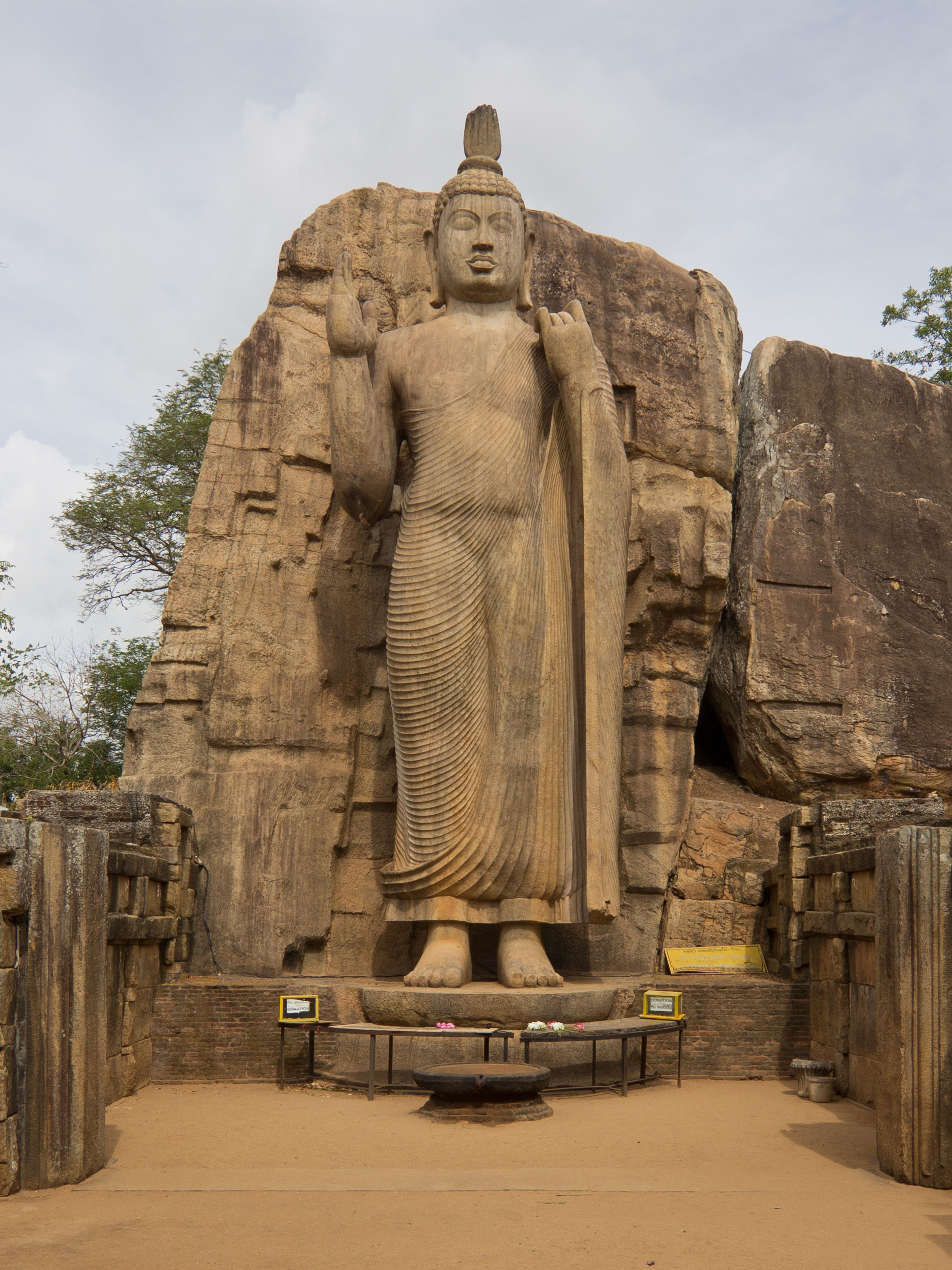
Buda del tempe d'Avukana prop de Anuradhapura

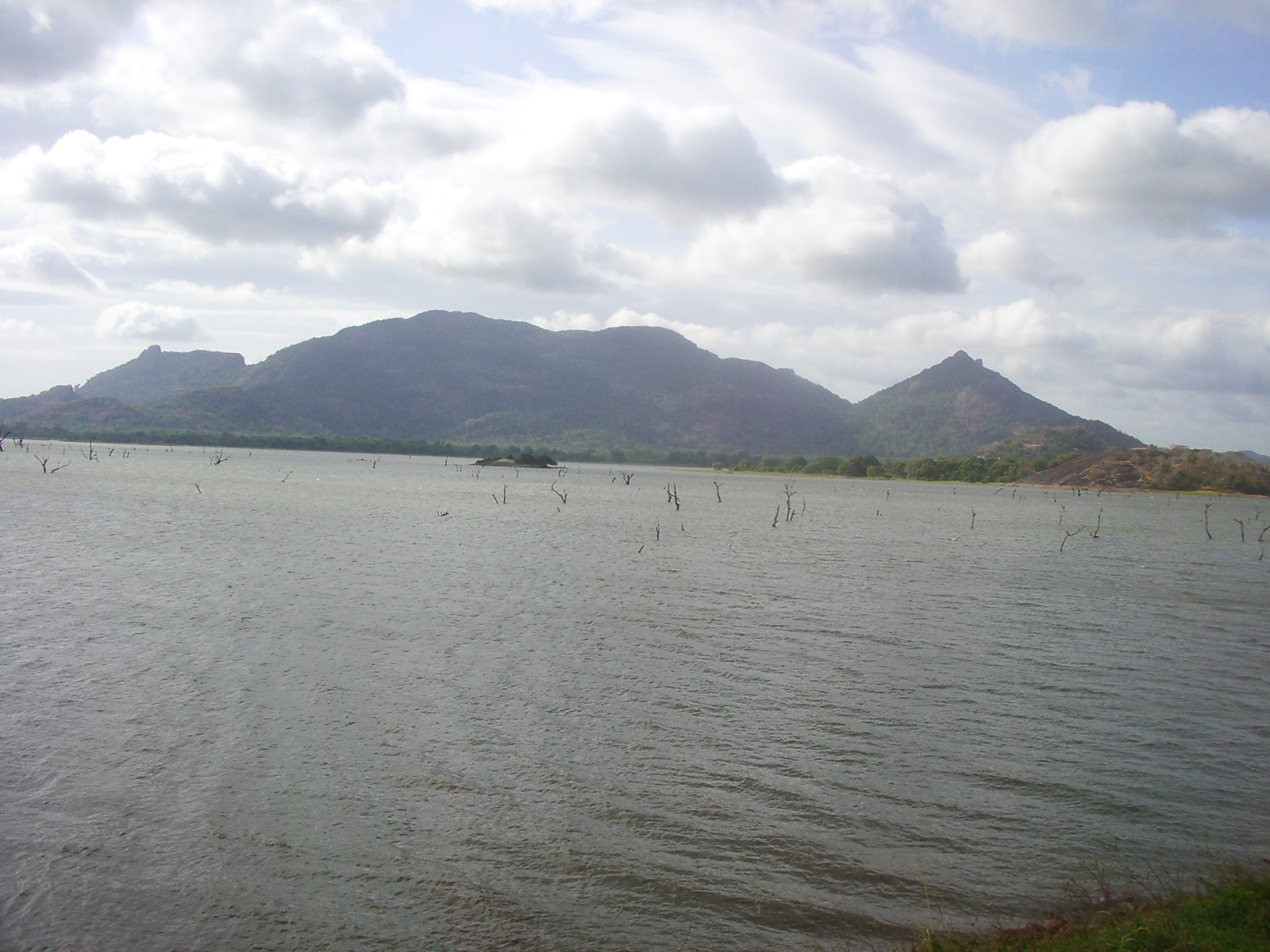
Reserva d'aigua prop d'Anuradhapura

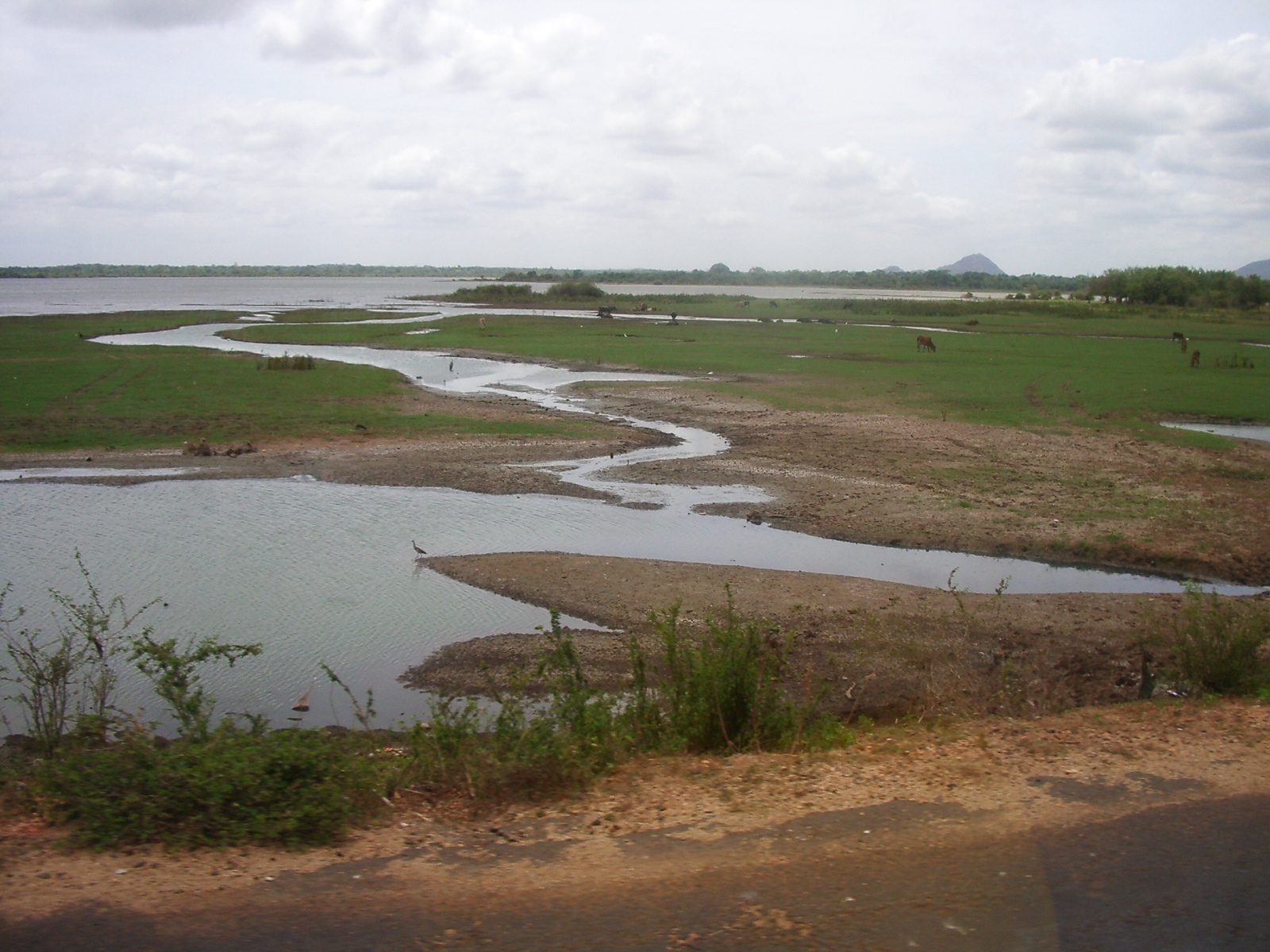
terres planes prop d'Anuradhapura

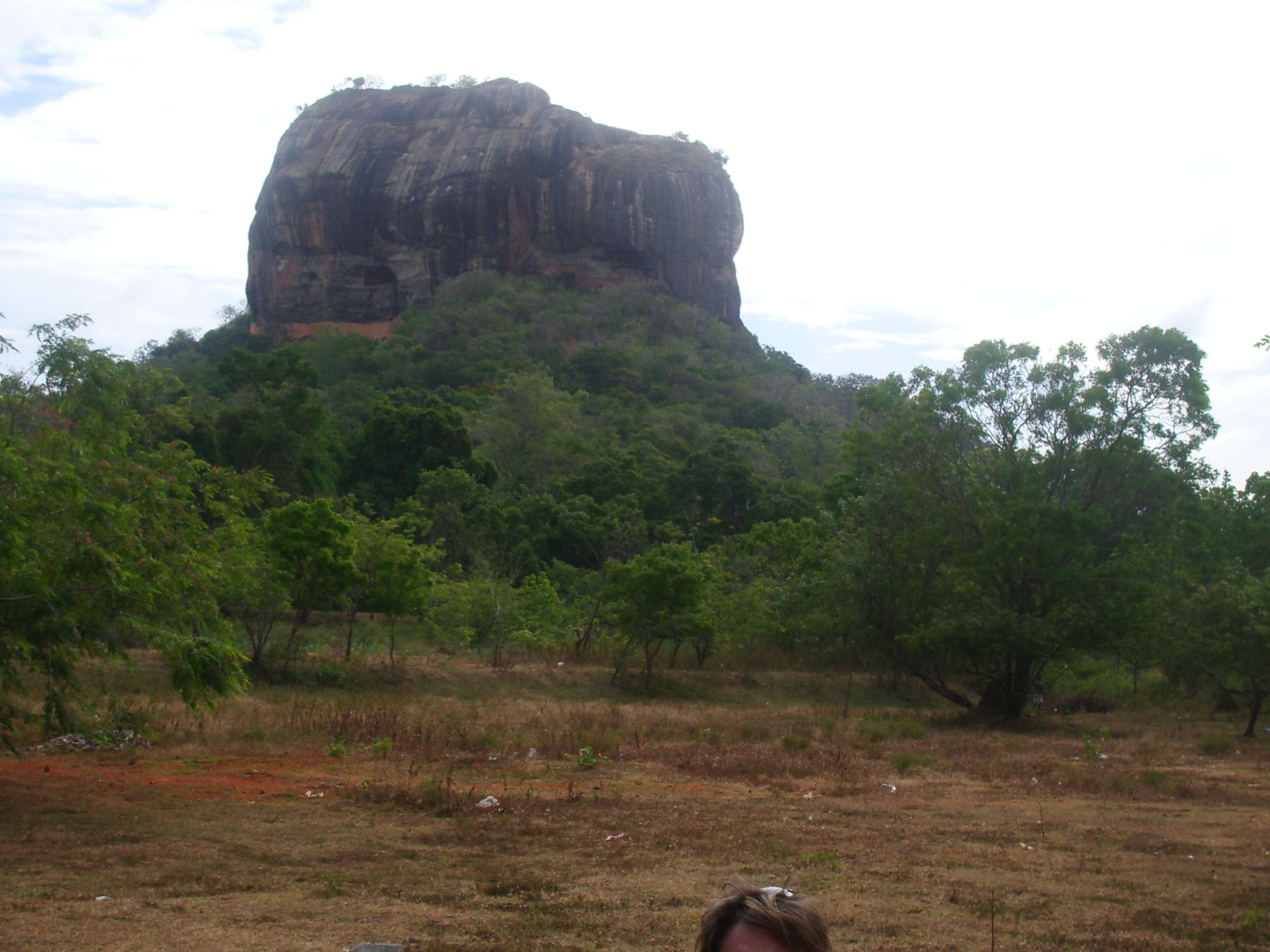
Sigiriya Rock. Ascendint al cim es poden veure les restes de la fortalesa

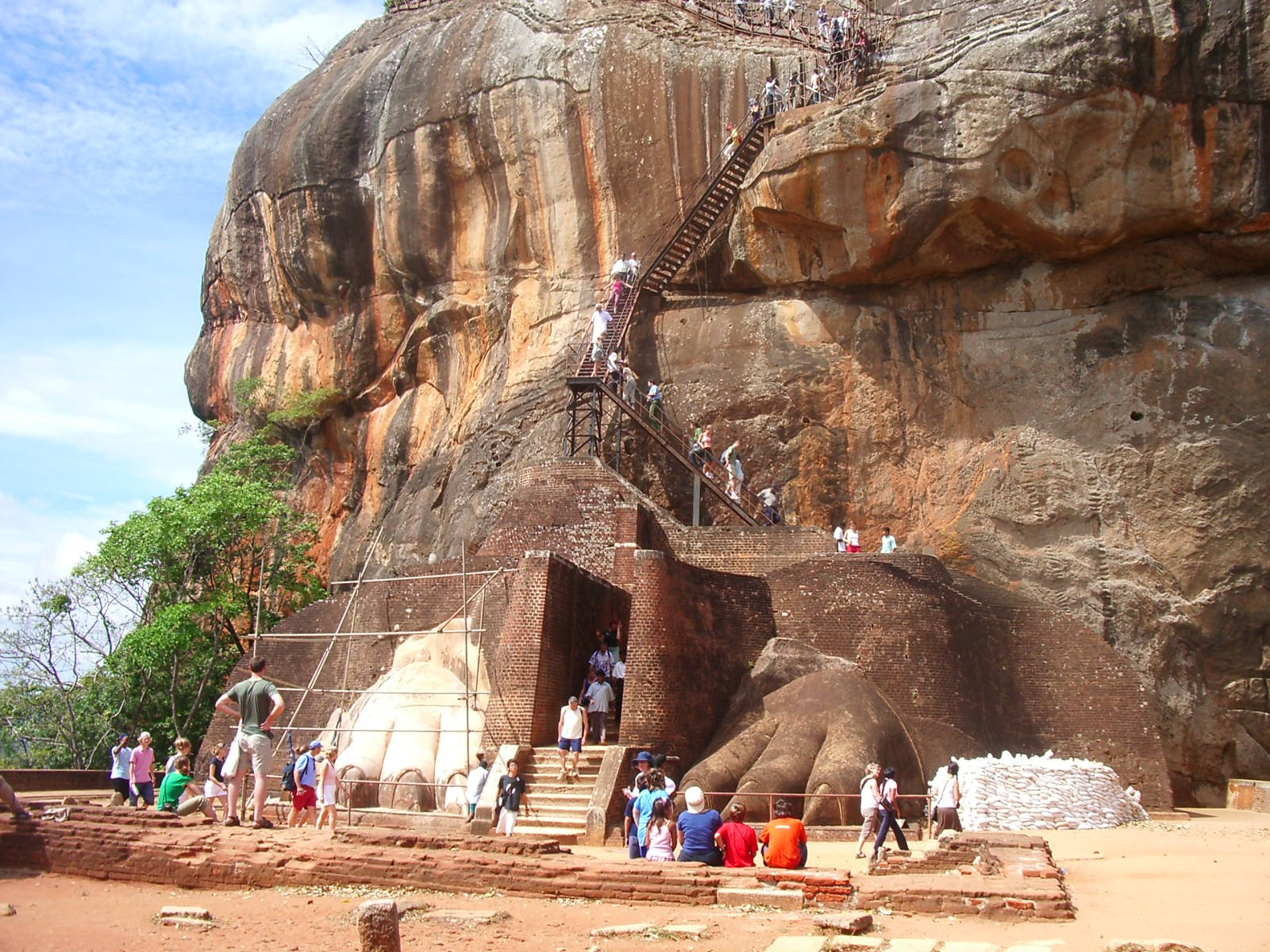
Pujada a Sigiriya; els peus del Buda a meitat del camí.

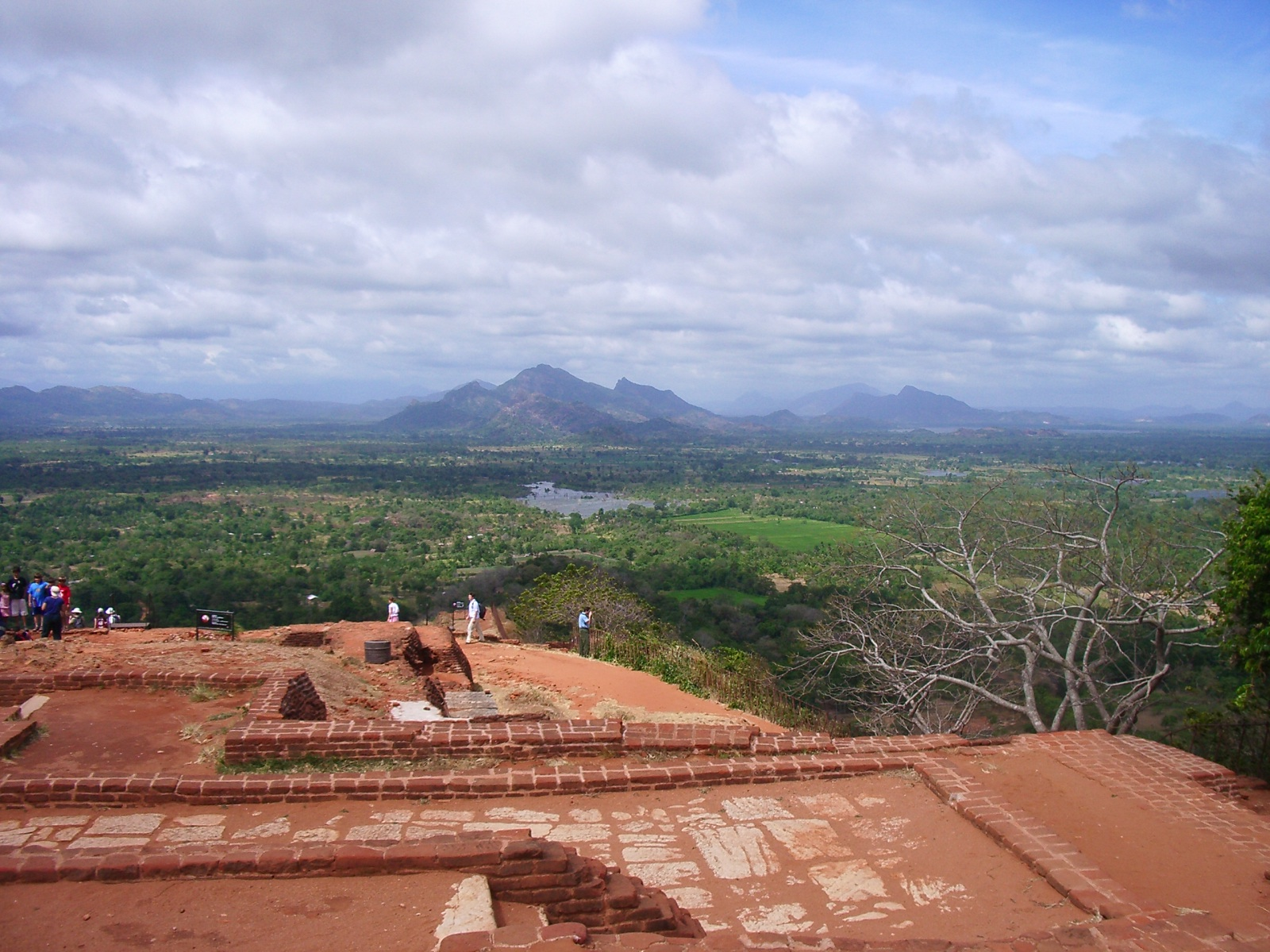
Vista des de la fortalesa de Sigiriya

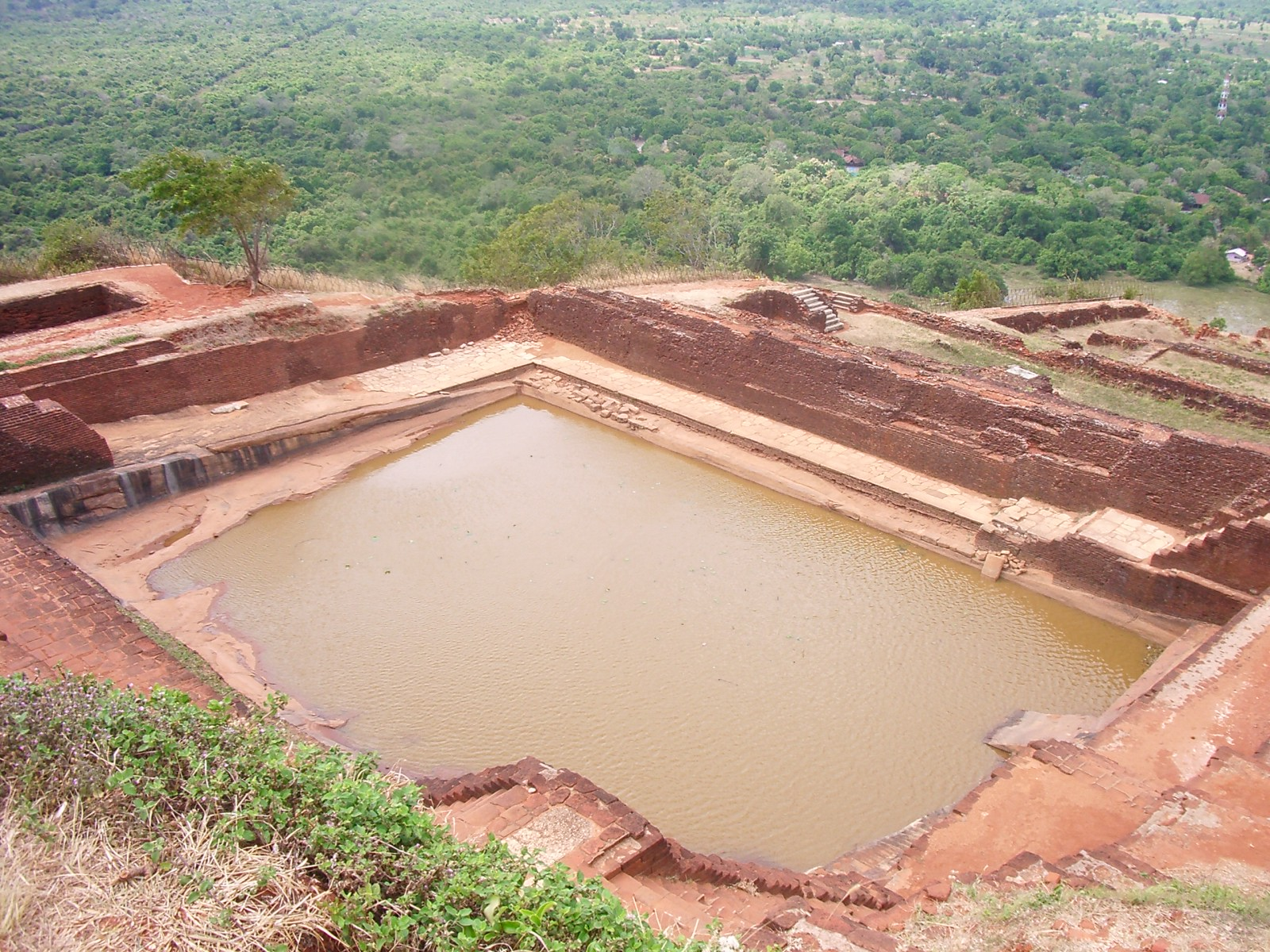
Restes de la fortalesa de Sigiriya

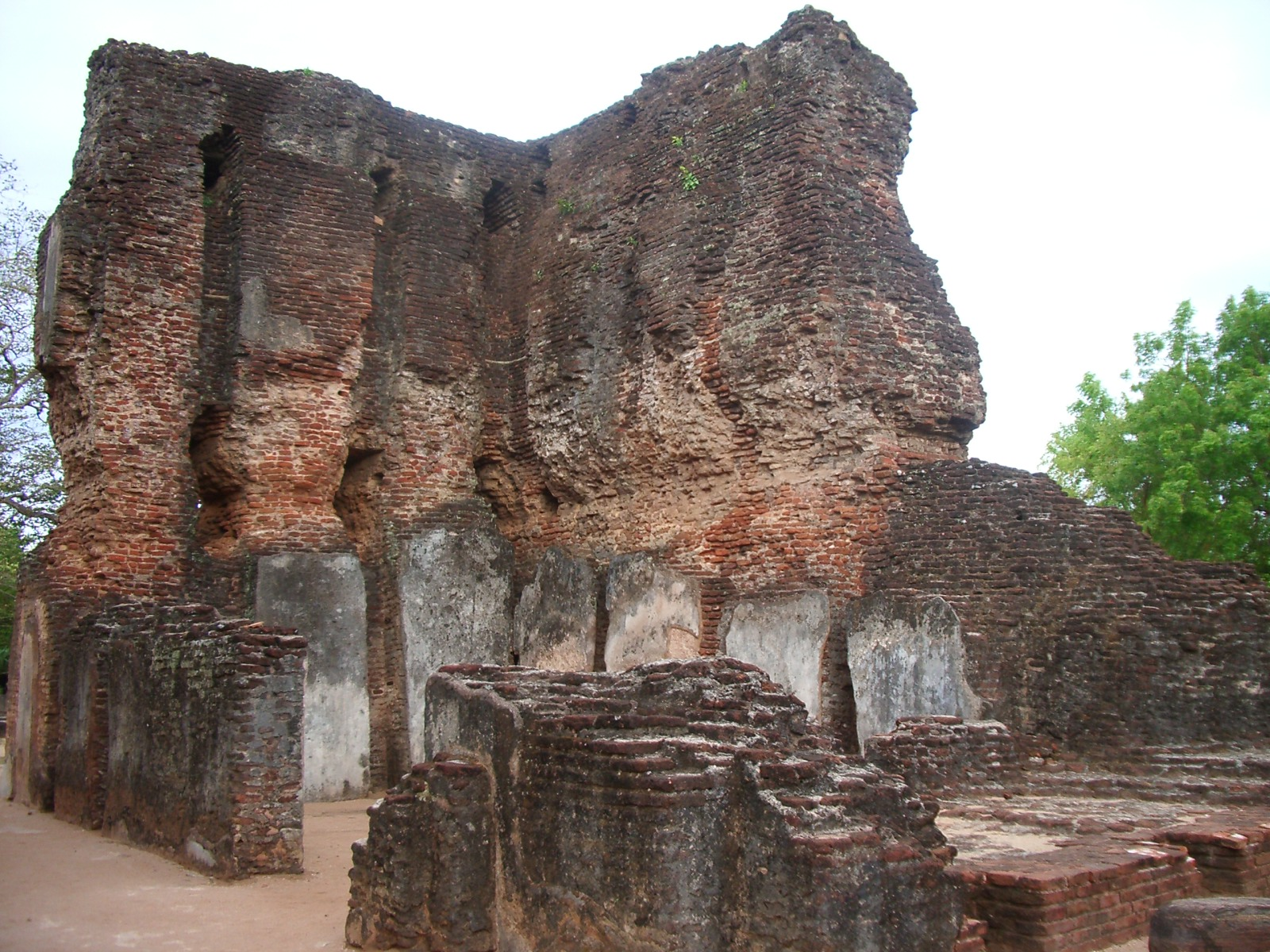
Palaus i temples cremats pels soldats portuguesos

Regnava a Kotte el rei Dharma Parakrama Bahu IX. Al principat de Uda Rata regnava Wikrama Bahu però fou sotmès pel príncep Sakala Kala Wallahba després de dos companyes. Afonso de Albuquerque va succeir a Almeida (1509) i foren conquerides Goa, Malaca i el Regne d'Ormuz, establint-se alguns forts per protegir-se dels musulmans. Més tard Albuquerque fou substituït per Lopo Soares de Albergaria (1515) que el 1518 es va presentar a Colombo amb una flota important i va demanar permís al rei per erigir un fort; els musulmans van intentar convèncer el rei que havia d'expulsar els portuguesos i van incitar l'oposició de la població contra els nou vinguts, que en sentir-se amenaçats van disparar; llavors els portuguesos, abans de la contesta del rei, van aixecar una empallissada i després van començar a construir el fort. El rei els va enviar un missatge conciliador que va acabar amb un nou tractat que els assegurava 400 bahars de canyella (1 bahar = 176,25 kgs) i un considerable nombre de rubís a més de 10 elefants cada any, i els permetia la defensa de les costes. El fort fou batejat com Nossa Senhora das Virtudes i Dom João de Silveira va quedar com a governador (el 1520 el va succeir Lopo do Brito) mentre Suarez de Albergaria retornava a l'Índia on el va succeir com a virrei el 20 de desembre de 1518 Diogo Lopes de Sequeira (1518-1522). Es va planejar explotar la pesca de perles a la costa nord-oest, tradicionalment propietat del rei singalès (però els pescadors venien del sud de l'Índia) i això va fer impopulars als portuguesos i la població local es va negar a abastir-los i aviat no van poder sortir a l'exterior.

### Vijayabahu VII
Dharma Parakrama Bahu IX hauria mort en data disputada entre 1513 i 1518 i el tron fou ofert al príncep Sakala Kala Wallabha però aquest va rebutjar el tron a favor del seu germanastre Vijayabahu VII, que fou coronat. El fort portuguès fou atacat per la població i en part incendiat però els portuguesos van poder rebutjar als atacants i en van matar a uns 30; el rei llavors va recolzar l'acció de la població. Brito va contemporitzar amb el rei i va poder aturar per un temps el conflicte, però finalment l'exèrcit singalès es va presentar davant el fort. La guarnició va aguantar sis mesos i finalment un 4 d'octubre va arribar un vaixell des de Cochin i va atacar des de mar (combinat amb un atac per terra) obligant a retirar-se als atacants; poc després van retornar amb 25 elefants i van intentar assaltar el fort però les armes de foc dels portuguesos els van obligar a una nova retirada; la població fou cremada. Però poc després es va acordar la pau i la represa de relacions comercials.

### Inici de la carrera de Mayadunne
Disputes familiars van esclatar al regne de Kotte. El rei tenia tres fills i estava casat amb una reina principal que, segons una costum local, era també esposa del seu germà; per això es va suggerir com a hereu no un d'aquests tres fills sinó un fill d'un anterior matrimoni de la segona esposa Kirawella de nom Deva Raja Sinha; per por de ser assassinats els tres fills del rei van fugir i el més jove, Mayadunne, es va dirigir a Senkadagala on va reunir un exèrcit amb el que va retornar i va atacar Kotte. Vijayabahu va haver de demanar la pau; el príncep va estacionar les seves forces a la vora del palau i allí el jove Deva Raja Sinha de 7 anys el va informar innocentment que hi havia soldats esperant per matar-lo al entrar a palau. Mayadunne es va retirar i l'exèrcit del rei que simpatitzava amb la causa dels tres prínceps, es va unir a l'exèrcit del jove Mayadunne per assetjar el palau. El rei, que no fou molestat, va poder retirar-se cap al pis superior amb dues esposes. A la nit es va reunir un consell que va decidir que Vijayabahu havia de ser mort; no es va trobar cap singalès que acceptés matar-lo i al final es va pagar a un estranger que el va assassinar (1521). Al matí el consell va decidir designar rei al gran dels tres fills, de nom Bhuvaneka Bahu (VII), i l'elecció fou presentada al poble per ratificació, sent aclamat per la gent. Mayadunne va donar suport al seu germà i es va encarregar de suprimir tota resistència. Es van crear principats pels seus germans: el segon Para Raja Singha va rebre Rayigam Korale mentre Mayadunne va rebre Sitawaka (que anava des de la rodalia de Kotte fins a Uda Rata).
En aquest temps la fortalesa portuguesa estava complerta i des de 1522 governada per Fernão Gomes de Lemos (successor de Brito), però es va decidir que el seu manteniment no era compensat pels beneficis que se'n obtenien; a més la crueltat dels portuguesos els havia fet molt impopulars i trobaven dificultats pel comerç. El 1524, quan Vasco de Gama va retornar com a virrei de l'Índia (succeint a Duarte de Meneses, virrei de gener de 1522 a desembre de 1524) portava instruccions de desmantellar el fort de Ceilan. El 1525 el fot fou desmuntat i l'artilleria i els soldats portats a l'Índia. No obstant va quedar un agent (factor) a l'illa, Nuno Freyre de Andrade, sota protecció del rei de Kotte. Aviat també es va haver de desmantellar el fort portuguès de Calicut per l'hostilitat del governant hindú conegut com el samorin (o Zamorin), senyor de l'Oceà, que comptava amb el suport dels fanàtics moppiles (moplah) descendents dels colons àrabs establerts a la costa Malabar, que controlaven el comerç a través de la mar Roja el que els enfrontava als portuguesos. Els vaixells de Calicut van aparèixer a la costa de Ceilan i els portuguesos van buscar refugi a la cort de Bhuvaneka Bahu.

### Aliança de Mayadunne amb el Samorin de Calicut
Mentre aquest rei havia entrat en conflicte amb els seus dos germans, i va demanar als portuguesos restaurar el fort que havien abandonat. Mayadunne en canvi va fer aliança amb el Samorin que el 1528 li va enviar armament i una petita força manada pels musulmans Pachchi Marikar i Cunhale Marikar de Calicut i per un àrab de nom Ali Ibrahim. Amb aquestes forces Mayadunne va assetjar Kotte, però els portuguesos van enviar vaixells des de Goa i els atacants es van haver de retirar. Mayadunne va fer llavors una victoriosa campanya contra Kanda Uda Rata i Para Raja Singha, ara anomenat com Rayigam Bandara (per ser príncep de Rayigam Korale) es va unir al seu germà petit reforçant el seu poder. El conflicte es va perllongar fins a l'octubre de 1536 sense cap resultat. Ali Ibrahim va tornar amb 4000 soldats i va assetjar Kotte en nom de Mayadunne, però els portuguesos van tornar a enviar reforços i abans de la seva arribada ja els atacants es van retirar. El 1538 va arribar una flota de 51 vaixells del Samorin amb vuit mil homes i 400 canons i Martim Afonso de Sousa, Capità Major de les mars, va sortir en la seva persecució trobant la flota enemiga prop de Rameswaram, l'illa sagrada entre Ceilan i el continent. La batalla es va lliurar el 29 de febrer de 1538 i els portuguesos en van sortir victoriosos.
Sousa va visitar al rei de Kotte que li va fer una aportació en diner per pagar les despeses de l'expedició. Poc després (1538) va morir el príncep Rayigam Bandara i Mayadunne es va apoderar del seu principat tot i l'oposició del rei suprem. Aquest només tenia una filla amb la seva esposa principal, anomenada Samudra Devi (Reina de l'Oceà) la qual fou casada amb un príncep d'una branca col·lateral de la família de nom Vidiye Bandara. Mayadunne, que aspirava a la successió, era fins aleshores l'hereu legítim i ara si volia el tron l'havia d'agafar per la força; el Samorin de Calicut li va enviar una flota de 16 vaixells manats per Pachchi Marikar i el seu germà, per ajudar-lo per mar mentre Bhuwaneka Bahu demanava ajut als portuguesos; però aquesta vegada els portuguesos estaven ocupats per la presència turca a Diu on el rei de Gujarat, Bahadur Shah els havia permès d'establir un fort; el virrei Garcia de Noronha (1538-1540) havia preparat ajuda per Ceilan però no la va poder enviar i així ho va comunicar al rei singalès (que ja havia pagat l'ajuda) assegurant que quant Diu fos a les seves mans enviaria una força. El rei va enviar encara més diners. El març de 1539 la situació dels portuguesos havia millorat i el veterà Miguel Ferreira (de més de 70 anys) fou enviat a Ceilan. Allí Mayadunne estava assetjant Kotte i a l'arribada dels portuguesos es va haver de retirar cap el seu territori.

### Acord de pau del regne de Sitawaka amb els portuguesos
El rei va exposar a Ferreira els greuges dels singalesos contra el factor del que va demanar la substitució; Ferreira, agafat per sorpresa, va dir al rei que la matèria havia de ser consultada al virrei, ja que ell no tenia autoritat, però el rei va insistir. Ferreira va aconseguir demorar la decisió i va organitzar una campanya contra Mayadunne en la que el mateix rei va decidir participar amb 18.000 soldats. Durant dos dies van avançar cap a Sitawaka; Ferreira va comminar al príncep a l'entrega dels musulmans indis al seu servei o Sitawaka seria cremada i el príncep empresonat. Mayadunne va refusar però va demanar una treva de dos dies per buscar un acord; al cap de dos dies les forces musulmanes i portugueses es van enfrontar sobtadament; els musulmans va poder escapar; els portuguesos van començar a avançar cap a Sitawaka quan es van trobar una columna de 200 homes que s'acostava i els portuguesos li van disparar però van resultar ser gent de la casta paduwo que portaven els caps dels musulmans incloent el del seu valent comandant; no es va arribar a saber si havien estat morts per ordres de Mayadunne o per la gent del poble, però com que la demanda havia estat satisfeta els portuguesos i singalesos reials es van retirar cap a Kotte. Es va signar la pau per la qual Mayadunne va retornar els territoris que havia conquerit i va pagar una indemnització de guerra, obligant-se a no tornar mai més a agafar les armes contra el seu germà el rei. El rei va donar joies als oficials de l'exèrcit portuguès i del propi i va enviar canyella i diners al govern de Goa; el factor fou arrestat i carregat de cadenes sent enviat a Goa però va morir a mans de pirates pel camí. La pau es va mantenir després fins al 1547.

### La successió reial
Després dels fets esmentats (1539) la successió al tron s'havia d'arranjar. Samudra Devi havia tingut dos fills, Dharmapala i Vijayapala, i el gran fou designat com a successor del seu avi, sota custòdia del germà del seu pare, Tammita Sembahap Perumal, però es va acordar posar-lo sota protecció del rei Joan III de Portugal. Un bramin local i ministre, Panditer, fou enviat a Lisboa on va arribar l'agost de 1541 sent rebut per tota l'aristocràcia portuguesa (per ordre del rei). Portat a palau es van canviar regals amb Joan III i l'ambaixador va demanar el reconeixement de Dharmapala com a hereu i com a protegit que li fou atorgat. Panditer va assegurar que es seguiria pagant el subsidi als portuguesos els quals podrien conservar els seus drets a l'illa amb les places cedides pel rei de Kotte sempre que es fessin càrrec de la seva defensa. Un decret reial portuguès ho va confirmar a Almeirim el 12 de març de 1543. Es van fer també una regulacions comercials que incloïen la prohibició de les crueltats dels factors i alguns arranjaments sobre la cristianització (amb l'enviament de sis franciscans dirigits per Joao de Villa de Conde). Panditer va retornar a l'Índia (on era governador Martin Afonso de Sousa) i d'allí, amb dues galeres, va retornar a Ceilan.
La monarquia singalesa havia de ser ocupada per una persona de casta reial, que s'anomenava a si mateix Stiriya Wansa (descendent del Sol); la casta reial era exclusiva dels membres de la família regnant mentre les reines per costum es portaven del sud de l'Índia i s'anomenava Ran Doliya (Vehicle Daurat). En general existia la norma de la monogàmia però en la casa reial es permetia al rei tenir dues o tres esposes secundàries anomenades Yakada Doliye (Vehicle de Ferro). El rei Bhuvaneka Bahu VII tenia de la seva reina Yakada Dolt dos fills, que tenien pretensions de ser reis i van quedar decebuts per l'elecció de Dharmapala com a hereu. Per compensar-los se'ls va proposar conquerir (pels seus propis mitjans) els regnes de Kanda Uda Rata i el de Jaffna; al mateix temps corrien rumors sobre que Mayadunne volia renovar la seva reclamació del tron i estava reunint un exèrcit. Bhuvaneka Bahu va enviar delegats a Goa amb la idea d'evitar una guerra que pogués comprometre la successió de Dharmapala i demanava ajut portuguès per la conquesta de Kanda Uda Rata i Jaffna; el rei pagaria les despeses de l'operació. Sousa va acceptar i el 12 d'agost de 1543 va sortir de Goa amb una flota de 36 vaixells; però algunes turmentes van dispersar les naus i el propi Sousa es va haver de refugiar a Neduntivo, una illa de la costa de Jaffna. Allí va iniciar negociacions amb Chaga Raja, que governava a Nallur, capital del regne de Jaffna; Chaga finalment es va comprometre a pagar un tribut anual a Portugal de cinc mil xerafims i dos elefants pagant dos anualitats per anticipat; a canvi el rei podria conservar els canons que havia recuperat dels vaixells portuguesos naufragats. Sousa va retornar a Cochin.

### Catolicisme a Ceilan
Mentre a Europa s'iniciava la Reforma. El 1534 Ignasi de Loyola va fundar la societat de Jesús a París i el 1536 es va establir la Inquisició. Joan III de Portugal era partidari de l'Església Catòlica. A partir de 1541 a Ceilan es van establir esglésies a diversos pobles de pescadors de la costa però el rei de Kotte no tenia cap intenció d'adoptar la religió dels europeus. Joao de Villa de Conde es va establir a la cort i fou designat mestre del jove Dharmapala. L'octubre de 1542 va arribar a l'Índia Francesc Xavier que va convertir als parawes, principalment pescadors de perles. Un home batejat com Xavier va ser enviat a Manar, illa entre Ceilan i el Pont d'Adam, per predicar el cristianisme i les conversions foren massives; els sacerdots hindús van alertar a Chaga Raja del perill que suposaven les noves idees religioses; el rei va enviar cinc mil soldats a Manar i va matar a Xavier i tots els conversos. Un vaixell amb un gran tresor, enviat per Francesc Xavier per venjar les morts, va naufragar prop de Jaffna i el rei es va apoderar del seu carregament i per apaivagar a Chaga Raja es va desistir de noves expedicions de càstig.

### Intervenció portuguesa al costat de diversos prínceps
El setembre de 1545 João de Castro va succeir com a virrei a Sousa amb instruccions de atendre la petició de Bhuvaneka Bahu VII per als seus dos fills, que havien arribat a Goa amb un gran tresor per comprar l'ajuda; ràpidament es va preparar un consell per decidir l'ajut als prínceps, ja que en cas d'aconseguir els seus fins estaven disposats a declarar-se vassalls del rei de Portugal. Però es va desenvolupar una epidèmia de verola que va matar a centenars de persones i entre ells als dos prínceps (amb un mes de diferència un de l'altra) sent enterrats amb honors al convent de Sant Francesc. El 18 de març de 1546 el rei de Portugal va ordenar la destrucció de tots els ídols a l'Índia sota domini portuguès i el càstig als seus adoradors; en la mateixa ordre també indicava que el rei de Jaffna havia de ser castigat per la seva persecució dels cristians. Francesc Xavier va enviar a Lisboa una missió en favor d'un germà del rei de Jaffna que estava disposat a acceptar la protecció portuguesa.
Els quatre reis de l'illa (Kotte, Sitawaka, Senkadagala i Nallur o Jaffna) buscaven l'ajut portuguès per resoldre els seus conflictes, cosa que podia facilitar els designis portuguesos, però la situació a Goa no va permetre imposar definitivament a cap d'ells. Al final del 1547 no obstant, van enviar una força reduïda (100 homes manats per Antonio Moniz Barreto) aparentment per decidir després d'investigar sobre el terreny en quin lloc el pes de les espases portugueses podria imposar-se; Barreto no sabia a qui afavorir però finalment es va decidir per Kotte amb Bhuvaneka Bahu, i un cos d'exèrcit fou enviat des d'allí cap a Sitawaka contra Mayadunne. Aquest va abandonar la seva capital i es va retirar cap a la fortalesa de Deraniyagala; el rei de Kotte va ocupar Sitawaka; pocs dies després els portuguesos van avançar cap a Uda Rata, però allí van trobar una forta oposició i els portuguesos foren rebutjats i van haver de fugir abandonant el seu equipament (que van cremar). Els singalesos van perseguir als fugitius i al arribar al que fou el regne de Mayadunne ja la meitat havien estat morts i tots els que quedaven estaven ferits. Mayadunne va aprofitar la situació, va ajudar els portuguesos i va influir en Barreto contra Bhuvaneka Bahu, al que va acusar de col·laborar amb Uda Rata en els recents esdeveniments.

### Conflicte religiós
Retornat a Colombo, Barreto va escriure a Bhuvaneka Bahu VII i li va demanar una entrevista per parlar de la seva conversió; en aquesta el militar, que no era polític i tenia com a tema preferit els horrors del infern, va fer un relat d'aquests horrors al rei que impressionat va preguntar si aquest infern l'havien fet els portuguesos. Barreto es va ofendre, va tirar a terra el barret i se'n va anar; el rei va quedar trist de pensar que els de la religió dels europeus acabaven després de la mort en un lloc tant horrible; Barreto va abandonar l'illa sense ni acomiadar-se del rei. Mayadunne mentre comptava amb la bona impressió que havia causat a Barreto i també amb un avis secret que havia enviat al factor de Colombo de que el rei de Kotte planejava destruir la factoria; uns regals oportuns van acabar de convèncer els portuguesos que Mayadunne era la bona elecció com a aliat especial.

### Aliança amb Mayadunne
L'agost de 1550 el virrei Afonso de Noronha que navegava cap a Goa, fou portat per les turmentes a Colombo. En aquest moment Bhuvaneka Bahu i Mayadunne tornaven a estar en guerra; el primer havia rebutjat la conversió i el franciscà Villa de Conde havia retornat a Portugal desencisat (1549). Francesc Xavier també presentava al rei de Kotte com enemic dels cristians. El rei volia justificar-se i va enviar valuosos regals al virrei però no ho va portar en persona i el virrei ho va considerar una ofensa. En canvi Mayadunne va aparèixer amb una escorta i regals i va impressionar al virrei. El rei de Kotte va enviar aleshores 15.000 pardaos pel virrei i diverses joies per la reina de Portugal i el seu ambaixador va demanar una entrevista amb el virrei, però les pretensions d'aquest foren tant exagerades que el rei va desistir, assegurant que només el respecte pel rei de Portugal li impedia destruir la factoria; en un imperiós missatge ordenava al virrei abandonar el país cosa que va haver de fer, ja que no tenia prou forces per oposar al rei. Va arribar a Goa el novembre de 1550.

### Proclamació de Dharmapala
Bhuvaneka Bahu VII patia feia algun temps, atacs de febre, i es va retirar a Kelaniya a la riba del Kelani Ganga. Allí fou assassinat un dia (1551) pel mulat Antonio de Barcelos, un esclau del virrei que aquest havia deixat a la zona quan se'n va anar, per realitzar aquesta missió. El jove Dharmapala fou immediatament proclamat com a nou rei sota regència del seu pare Vidiye Bandara. L'octubre de 1551 el virrei Afonso de Noronha va arribar a Colombo amb un fort exèrcit de 3000 homes en 70 vaixells, oficialment per arranjar els afers de l'illa. 500 soldats manats pel virrei van ocupar Kotte i van intentar trobar el tresor reial, però cap funcionari va voler revelar el secret ni sota cap de les tortures imposades. El palau fou saquejat i tot el valuós s'ho van emportar. Després va oferir atacar a Mayadunne i va demanar a Dharmapala 200.000 pardaos a canvi del seu ajut, la meitat al moment i l'altra meitat sortiria del saqueig de Sitawaka que s'havia de repartir entre els reis de Ceilan i el de Portugal. El regent només va poder pagar 80.000 pardaos però el virrei va acceptar i va posar a la seva disposició 3000 portuguesos ocupant les fortaleses que controlaven la ruta des de Kelaniya a Sitawaka; després van entrar a la ciutat que havia estat abandonada (Mayadunne s'havia retirat a Deraniyagala, deixant un missatge en què els oferia la ciutat per allotjar-se i els convidava a anar a les muntanyes on els esperava amb el seu tresor amb nombroses pedres precioses). Sitawaka estava construïda a la vora del riu Sitawaka Ganga i era força gran, i prop tenia un rierol famós per produir moltes pedres precioses. Els portuguesos van ocupar la ciutat i van saquejar les cases, el palau i el preciós temple de granit treballat de Bhairawa Kovil. Quan el regent va reclamar la seva part del saqueig, el virrei s'hi va negar al·legant que encara devia 20.000 pardaos. Retornats a Kotte van robar als habitants de totes les joies i coses de valor. El regent Vidiye Bandara va fugir i Sembahap Perumal nomenat al seu lloc. Es va demanar al rei de convertir-se però aquest va donar llargues a l'afer dient que en aquell moment no era convenient per l'oposició dels seus súbdits però entregava un jove príncep fill del seu antecessor, per ser criat a Goa com un cristià. Quan el rei va declarar no poder pagar els 20.000 pardaos, el regent Sembahap Perumal fou enviat presoner a un vaixell com a garant del deute; finalment va poder pagar 5000 pardaos i alliberat amb la promesa de pagar la resta en 1 any.

### Resposta nacional
Poc després el virrei abandonava l'illa i Vidiye Bandara retornava al poder; el factor portuguès fou executat, la conversió de singalesos al cristianisme es va prohibir i els sacerdots es van haver de refugiar al bosc. El virrei no va poder ocupar-se dels afers de Ceilan doncs els turcs estaven atacant Ormuz i va enviar un missatge conciliador a Vidiye Bandara. En realitat els portuguesos van perdre la seva oportunitat, ja que disposaven de les forces de Kotte i ni Sitawaka ni Senkadagala podien oferir resistència, ja que no disposaven gairebé d'armes de foc i els portuguesos disposaven d'armadures que els feien invulnerables a les armes singaleses.

## Domini portuguès

### Aliança singalesa
No obstant els portuguesos foren conscients de que els calia una zona de domini exclusiu i no dependent del rei i el nou virrei Pedro Mascarenhas (successor de Noronha el setembre de 1554) el novembre de 1554 va enviar a Duarte de Eca a Ceilan amb 500 soldats per restaurar el fort de Colombo, engrandit fins a ocupar part de la ciutat dita de Colombo; la llacuna fou assecada i convertida en posició de defensa.
Duarte de Eca havia rebut ordres de fer presoner a Vidiye Bandara, hostil als portuguesos. Fou capturat i encadenat mentre la seva esposa Samudra Devi va fugir a Rayigama. Mitjançant pagament, la princesa va aconseguir fer escapar al príncep presoner i els dos es van retirar a Pelenda als límits del korale Pasdun. Alli va començar una campanya contra els portuguesos atacant les poblacions de la costa, destruint les esglésies construïdes pels franciscans i executant els portuguesos capturats. Samuda Devi va morir poc després i Vidiye es va casar amb una filla de Mayadunne (una filla que era vídua) i es preveia una aliança, però Vidiye va tractar tant malament a la princesa que aquesta aliança es va esvair i Mayadunne es va aliar als portuguesos amb els que va signar un tractat l'agost de 1555 segons el qual un exèrcit manat pel fill petit de Mayadunne, Tikiri Rajjuru Bandara (de 13 anys) i pel general Wikramasinha Mudiyanse, avançaria cap el Kalu Ganga i es reuniria a Kalatura amb un contingent portuguès de 300 homes.
Així es va fer; després de creuar el Pelen Ganga foren atacats per Vidiye Bandara, que fou rebutjat abandonant la seva esposa i els tresors; la princesa fou enviada a Sitawaka mentre durant dos dies es van dedicar a destruir la posició forta que havia allotjat a Vidiye. Els soldats van acampar al mig de l'herba i llacunes pantanoses infestades de sangoneres, l'horrible maledicció de la zona humida, contra les que la roba no els podia protegir; això va afectar greument a les forces de Sitiwaka que van abandonar el lloc i van seguir en persecució de Vidiye Bandara que es va refugiar a Uda Rata on fou ben rebut per Karaliyadda Bandara, que s'havia revoltat contra el seu pare Jaya Vira i li havia arrabassat el poder (1551).

### Alamació del jove Raja Sinha
Vidiye Bandara va aixecar un nou exèrcit i es va dirigir al Quatre Korales on fou atacat per Tikiri Rajjuru Bandara i es va haver de retirar cap a les muntanyes. L'exèrcit d'Uda Rata, desmoralitzat, es va desbandar després de poca resistència i fou perseguit i massacrat i el seu general fou aclamat pels soldats vencedors amb el nom de Raja Sinha (Rei Lleó).
Mayadunne va demanar al rei d'Uda Rata, Karaliyadda, expulsar a Vidiye Bandara, el qual es va refugiar amb Edirimanna Surya Raja a Devamedda. A Mudukonda Pola el refugiat fou saludat pel seu parent. Però Vidiye no va tardar en matar el seu amfitrió i apoderar-se del govern del Set Korales. La població va apel·lar al rei de Kotte i al de Sitawaka i els exèrcits dels dos reis, amb alguns portuguesos, es van posar en campanya. Vidiye va reunir els tresors que va poder i va fugir a Kalpitiya, des de on va embarcar cap a Jaffna. El rei de Jaffna el va rebre amablement i li va prometre ajuda. Però durant un festival es va produir una explosió accidental i Vidiye es va alarmar i va esclatar una confusa lluita en que el regent començar a matar gent amb l'espasa; fins a 60 tàmils van morir abans de poder-lo dominar i matar; entre els que van morir hi havia el seu fill Vijayapala; els seus tresors van quedar pel rei tàmil de Jaffna.

### Decadència de Kotte
Kotte quedava sense un líder capacitat. Sembahap Perumal havia estat desterrat a Goa l'any abans on el seu amic Francisco Barreto era governador (1555-1558) i li va donar una càlida acollida i amb el temps el va convèncer per batejar-me com a Francisco. Un temps després fou enviat a Kotte acompanyat del franciscà Villa de Conde, on va recuperar la seva posició de regent. Mentre la sagrada relíquia del Dent de Buda havia estat portada pel seu custodi el noble Hiripitiye Diyawadana Nilame, fins a Sikawata on Mayadunne li va erigir una gran maligawa a Delgomuwa.
El 1556 la comunitat de la casta de pescadors de la costa al sud de Colombo, uns 70.000, es van convertir al cristianisme. El mateix any es va batejar el jove Dharmapala amb el nom de Dom João Periya Bandara, i la seva reina es va batejar al mateix temps amb el nom de Dona Catherina (per la reina de Portugal). João Dharmapala va escriure al rei demanant ajut contra Mayadunne, però quan la carta va arribar al rei ja havia mort i la reina mare i el cardenal Dom Enric (Henrique) actuaven com a regents del rei infant Dom Sebastiao, van enviar instruccions al virrei. El papa, el rei de França i el rei de les Espanyes van enviar felicitacions al nou rei cristià. A la cort alguns nobles van seguir al rei i les costums i títols portuguesos es van estendre. João Dharmapala va viatjar a Lisboa sent esmentat com "príncep de Ceylao" i va rebre el títol formal de comte; quan va retornar a Goa es va casar a una dama portuguesa.

### Mayadunne líder singalès
Mayadunne va prendre avantatge de l'impopular conversió del seu nebot i es va presentar com el campió nacional singalès. Es van produir disturbis a Kotte i els portuguesos van haver de disparar. Mayadunne va aixecar forces a la província (disawani) de Matara (entre Kotte i Walaye Ganga); Afonso Pereira de Lacerda (1555-1559) fou enviat des de Goa per ajudar el rei i va aconseguir rebutjar a les forces de Mayadunne a les portes de la capital. Pereira fou succeït per Jorge de Meneses Baroche el maig de 1559 i va rebutjar un exèrcit dirigit per Wikramasinha Mudaliyar. Raja Sinha, el fill de Mayadunne, va dirigir en persona un cos de guerrers experts amb elefants i cavalleria de suport que van atacar als portuguesos i es va lliurar una gran batalla a la planta entre Mulleriyawa i Kaduwela, a uns 20 km de Colombo i els portuguesos van acabar retirant-se, i encara que se'ls va tallar la retirada van poder guanyar els vaixells que els esperaven al riu. Raja Sinha va fundar dos fortaleses a Kaduwela i Rakgaha Watta per controlar els camins des de Colombo que els portuguesos, per recuperar el seu prestigi, planejaven atacar; però altre cop foren derrotats i perseguits per Wikramasinha; reforços procedents de l'Índia van arribar aviat però enlloc de atacar Mayadunne es van dedicar a combatre contra el rei de Jaffna.

### Lluites entre Sitawaka i els portuguesos
El nou virrei Dom Constantino de Bragança (8 de setembre de 1558 a 7 de setembre de 1561) va fer un nou atac a Jaffna l'octubre de 1560, o es van apoderar del Dent de Buda que havia portat Vidiye Bandara i que fou destruït, rebutjant una fabulosa oferta de rescat del rei de Pegu. Però mentre Raja Sinha feia incursions ràpides cap a la capital i cap a Colombo. Kotte fou rodejada i els portuguesos després de menjar-se els elefants, van haver de recórrer al canibalisme; un grup important dins de la capital era partidari de la rendició, però van aguantar i finalment Raja Sinha va retornar a Sitawaka. L'octubre de 1564 va retornar a Kotte que va quedar assetjada; el 12 de febrer de 1565 la ciutat fou assaltada però l'assalt fou rebutjat. Mentre els portuguesos van negociar amb Karalliyadda de Uda Rata, que va fer un atac a la frontera de Sitawaka obligant a Raja Sinha a tornar corrent per fer front a aquest perill.

### Transferència de la residència reial a Colombo
El 1565 Diogo de Melo Coutinho (1565-1568 i 1570-1572) fou enviat a Ceilan per establir el centre del domini portuguès a Colombo, a la costa, que podia ser accedida més fàcilment des de l'Índia, al contrari que Kotte, al interior. La cort reial havia de ser transferida a Colombo així com població i artilleria i així es va fer el juliol de 1565, tot i la protesta singalesa. Kotte va quedar deserta i el regne va deixar d'existir de fet si bé de iure va seguir a Colombo. Mayadunne fou considerat aleshores pels singalesos com l'únic sobirà del país Sinhala excepte Jaffna i Kanda Uda Rata (i la zona portuguesa a l'entorn de Colombo). La fortalesa de Wattala impedia als portuguesos avançar cap al nord creuant el Kelani Ganga; una altra fortalesa, a Nagalagama, prop del fort de Colombo, impedia avançar cap a Sitawaka: i una tercera fortalesa a la plana de Mapane, al sud de Colombo, els tallava l'avanç cap a Matara. Els portuguesos, aconsellats pels mudaliyars, seguien donant suport a Dharmapala i feien algunes incursions limitades a la vora de Colombo.

### Auge musulmà a l'Índia
El 1568 Dom Sebastià que tenia 15 anys, es va declarar major d'edat i va agafar l'administració de mans del cardinal Dom Henrique. El 1565 els musulmans havien destruït l'imperi indi de Vijayanagar i el 1570 els musulmans van assetjar Goa on es va combatre durant 10 mesos fins que els atacants es van haver de retirar. Els diversos capitans de Colombo no van poder emprendre cap acció. Diogo de Melo Coutinho hauria iniciar accions ofensives en el seu segon mandat, destruint el santuari de Kelaniya i saquejant el port de Negumbo; la guarnició de Nagalagama fou expulsada i les poblacions costaneres de Kalutara i Beruwala foren devastades. L'any següent van saquejar cap al sud fins a Weligama i un altre el districte de Chilaw seguint després cap al santuari de Munnessaram, una de les anomenades cinc residències de Xiva a Ceilan que també fou saquejat. Després fou devastada Mapane i el temple de Horana destruït; també hi van haver atacs a Nawagomuwa, però fou rebutjat a costa de la mort de 300 singalesos.

### Enverinament de Dharmapala
Mentre a Colombo hi va haver un intent d'enverinar a Dharmapala amb una droga al seu vi que encara que no el va matar li va fer perdre les dents i el va deixar tartamut; segurament el responsable fou el capità Diogo de Melo Coutinho que davant les protestes, fou destituït i enviat a Goa sota arrest i va morir pel camí.

### Mayadunne abdica en el seu fill Raja Sinha
El maig de 1578 Mayadunne va abdicar a favor del seu fill Raja Sinha. El 4 d'agost de 1578 es va lliurar la famosa batalla d'Alcazarquebir o Batalla dels tres reis on el rei va morir junta amb 9.000 homes (més 8.000 fets presoners). El va succeir el seu oncle Dom Henrique de Avis, un home feble i fanàtic religiós de 65 anys a la mort del qual al cap de pocs mesos el tron va passar al rei de les Espanyes.

### Mort de Mayadunne; donació de Kotte
El 1579 Raja Sinha va atacar Colombo però la guarnició portuguesa va resistir fins al febrer de 1581 quan van arribar reforços dirigits per Matias de Albuquerque, que després fou virrei (1591-1597) que van forçar la retirada dels atacants. En el seu camí de tornada a Sitawaka va rebre la noticia de la mort del seu pare Mayadunne als 80 anys. Mentre a Colombo, el 12 d'agost de 1580, el rei Dharmapala, aconsellat pels franciscans, va fer donació del seu títol i regne (reduït a Colombo) a Dom Henrique de Avis que havia mort 7 mesos abans (si bé Dharmapala ho desconeixia) i, per tant, va passar a Felip II de les Espanyes que va jurar la individualitat de Portugal (amb un virrei portuguès dirigint el país) el 15 d'abril de 1581 i fou proclamat rei com a Felip I.

### Raja Sinha conquesta Uda Rata
Raja Sinha va dirigir la seva atenció a Uda Rata i 30.000 veterans de guerra es van presentar a Balane la fortalesa de muntanya que dominava l'altiplà central. L'exèrcit de Karalliyadda amb el suport d'alguns portuguesos fou rebutjat i la seva capital ocupada sent nomenat governador Wirasundara Mudiyanse. Karalliyadda va fugir a Trincomalee on va morir de verola junt amb membres de la seva família; la seva filla d'un any sota custòdia del nebot Jama Sinha Bandar, fou portada a Jaffna on va demanar protecció al rei tàmil. Wirasundara no va quedar satisfet i no va tardar a revoltar-se però fou mort per una traïció i els districtes rebels castigats severament; l'exèrcit de Sitawaka va entrar al país, va desarmar al desafectes i va reduir a molts habitants a l'esclavatge o a treballar sense pagament en construir fortificacions (vers 1588). El fill de Wirasundara, Konappu, va fugir a Colombo on fou rebut per Dharmapala que li va donar com esposa a la filla de Sembahap Perumal.
Van seguir uns anys de relativa pau en els que Raja Sinha va reforçar la seva posició política amb l'eliminació dels desafectes. El 1583 João Correa de Brito va succeir a Manuel de Sousa Coutinho com a capità a Colombo, i el 4 de novembre de 1583 el rei Dharmapala va ratificar la donació del regne a Felip I de Portugal i II de les Espanyes després de la seva mort, desheretant als seus parents (que a la seva mort reclamaran el tron).

### Raja Sinha prepara la conquesta de Colombo
Un intent de conspiració dels portuguesos amb alguns prínceps, fou avortada; hi havien participat també els sacerdots budistes i això va fer que Raja Sinha s'orientés en contra dels sacerdots. Alguns d'aquests van fugir a Uda Rata i altres van renunciar als seus hàbits. Raja Sinha estava al cim del seu poder i tota l'illa el reconeixia excepte la gent lleial a Dharmapala a Colombo. El rei es va proposar conquerir aquest establiment.
Raja Sinha va establir un campament a Buyagama a 15 km de Colombo; els forts de Nagalagama, Kaduwela i Rakgahawatta el protegien d'un atac per sorpresa o el riu Kelani Ganga assegurava un lloc de protecció segur i servia per portar materials de guerra; totes les energies del país es van posar al servei del rei de Sitawaka. Milers d'elefants hi van participar; es van preparar magatzems d'arròs, carros de bous per transport i tendes i dotzenes de ferrers, fuster etc. van començar a treballar en armament i tasques complementàries i enginys de setge; també es van disposar un centenar de canons i milers d'arcabussos que els singalesos havien aprés a construir i a fer servir millor que els seus mestres. Les acumulacions d'excrements d'animals de les coves d'Uwa es van utilitzar per obtenir un subministrament de salnitre, mentre que el sofre fou importat de Pèrsia. Es van fondre en abundància bales de plom i una sol·licitud va ser enviada a Achim (Atjeh) sultanat que en aquell moment lliurava guerra contra els portuguesos de Malaca, per un major suport en municions. Cada kafir malai i renegat portuguès fou contractat al servei del rei per portar l'artilleria i es va reclutar una guàrdia personal pel rei formada d'experts guerrers indis. Una assemblea de singalesos es va fer a Biyagama i cadascun va acabar sabent exactament la seva tasca. Tot això va inquietar als portuguesos.

### Treva temporal
El capità portuguès de Colombo, João de Correia de Brito (1583-1590) li va enviar una ambaixada amb regals i el rei va acceptar una treva que es va allargar a causa d'un intent d'enverinament del rei que va fracassar. Brito va demanar ajut a Goa i va reforçar les fortificacions a Colombo; el nord de la població va ser defensat amb una muralla i el bastió de São Tomé (al nord-oest) fou reparat mentre es va construir un bastió nou (São João) prop de la badia. El bastió de São Sebastião i el llac eren les principals defenses junt amb la muralla de la riba que incloïa els bastions de São Gonçalo, São Miguel i Nossa Senhora de Conceicao (entre altres).

### Atac a Colombo
Finalment Raja Sinha es va considerar a punt i va començar a moure un exèrcit de 50.000 homes que va travessar el riu Kelani i van arribar a Demata Goda el 4 de juliol de 1587 on es va formar el campament que fou assegurat amb empallissades i es va continuar un canal per buidar el llac que ja s'havia iniciat; una vegada acabat en 20 dies el llac es va anar buidant i les canoes portugueses ja no van poder navegar. El 4 d'agost van començar a avançar cap a les muralles: elefants, seguits de llancers, portadors, arquers i artillers; però l'artilleria portuguesa els va fer retrocedir: un segon atac va aconseguir ocupar alguns bastions però el contraatac portuguès els va fer retrocedir altre cop; per tercera vegada els singalesos van atacar però es van haver de retirar igualment. Es va iniciar llavors el setge i es va intentar un nou assalt el 20 d'agost combinat també per mar per intentar cremar els magatzems portuguesos, però no ho van aconseguir i es van haver de retirar i el 23 d'agost van arribar cinc vaixells amb municions pels portuguesos enviades des de Cochin i més tard van seguir altres vaixells de São Tomé i Goa; això va fer pujar els defensors a un total d'uns mil homes. El 4 d'octubre vuit vaixells singalesos van atacar el port que estava al comandament de Thome de Sousa, que havia estat nomenat capità major de la mar, i van lluitar de manera valenta fins que quatre vaixells foren enfonsats i llavors es van retirar. El 4 de desembre van arribar 150 soldats de reforç i es va anunciar l'arriba del ex capità Manuel de Sousa Coutinho, amb una expedició d'ajut que pretenia expulsar a Raja Sinha de la rodalia de Colombo.
Raja Sinha va fer un nou esforç, mentre les epidèmies s'estenien per Colombo (es sospitava que les fonts havien estat enverinades però segurament no era degut a altre cosa que al setge, amb molts morts i males condicions sanitàries, i al clima, amb els monsons). El 10 de gener de 1588 es va fer un darrer assalt que fou rebutjat; seguidament els singalesos van començar un bombardeig d'alguns bastions que va durar alguns dies i el 27 de gener es va fer un nou assalt igualment rebutjat. Els portuguesos van passar a l'ofensiva; els seus vaixells van devastar la costa sud. Kasgoda fou incendiada i Madampe destruïda igual que algunes zones properes. Galle i Weligama foren saquejades durant tres dies i Matara i Mirissa igualment saquejades i van seguir algunes altres poblacions fins que van retornar a Colombo on van arribar al 18 de febrer. Com que estaven arribant vaixells de Malaca, Raja Sinha va decidir retirar-se. El 21 de febrer el campament singalès fou incendiat pels mateixos singalesos i finalment aquests es van situar al darrere del riu Kelani Ganga.

### Restabliment de Uda Rata
Durant el setge, Konappu, el fill de l'ex-rei rebel de Uda Rata Wirasundara Mudiyanse, que no va obeir als portuguesos, fou desterrat a Goa; Jama Sinha Bandara, el nebot guardià de la filla del ex rei Karaliyadda, s'havia fet cristià amb el nom de Dom Felip i havia anat a Goa on va cedir els seus drets a Uda Rata en cas de morir ell o el seu fill Dom João sense hereu. Els portuguesos li van facilitat un exèrcit per recuperar el regne i Konappu li va donar suport; Jama Sinha Bandara va desembarcar a la costa nord i va avançar cap a Senkadagala on fou proclamat rei, però va morir de malaltia al cap de poc temps i el seu fill era encara un nen, així que els portuguesos es van retirar amb el infant. Des de Manar Don João fou enviat a un col·legi a Goa. Però Konappu va seguir la lluita i va obtenir molts èxits; aviat les guarnicions de Sitawaka foren expulsades de les muntanyes; però els portuguesos de Colombo no el van ajudar. El 1591 el general Andre Furtado de Mendoça, va envair Jaffna i va imposar un nou rei a Nallur.

### Mort de Raja Sinha
Mentre Raja Sinha no podia aturar el moviment popular al sud i el 1593 el rei va agafar el comandament de l'exèrcit però sense gaire èxit. Llavors va deixar el govern al càrrec d'Aritta Kivendu i es va retirar a Petagonda; estant allí se li va clavar una canya trencada al seu peu i li va provocar una infecció; al agreujar-se el seu estat fou portat a Sitawaka; allí va morir (o ja va arribar mort) i fou enterrat. El va succeir Raja Surya, net del rei, però fou assassinat per una intriga de palau i fou proclamat aleshores el nen Nikapitiya Bandara però amb el poder a mans de la princesa Mahabiso Bandara i de l'ex mudaliyar Mannamperuma Mohotti (Mannamperuna Mudaliyar), comandant en cap de l'exèrcit (que havia estat primer ministre de Raja Sinha I amb el nom i títol d'Arittaki Wendu Perumal i més tard agafarà el nom de Jayawira Bandara Perumal i fou conegut pels portuguesos com el Perumal) un antic faquir indi al que Raja Sinha va promocionar.

### Traïció del Perumal
El Perumal va augmentat la seva reputació al derrotar el Mudaliyar Diego de Silva, que havia avançat amb un exèrcit des de Colombo; el mudaliyar va morir, però la victòria del Perumal gairebé va resultar ser la seva perdició, ja que el va encoratjar a sol·licitar la mà de la germana de Nikapitiya Bandara en matrimoni, un desenvolupament que els nobles singalesos van veure amb desgrat. El Perumal en va alarmar creient que la seva vida estava en perill i es va traslladar amb l'exèrcit a Menikkadawara, des de on es va posar en contacte en secret amb Pedro Homem Pereira, el capità a Colombo (1591-1594), comprometent-se a reconquistar el Regne de Kotte per a Dharmapala conservant el de Sitawaka per a ell mateix, en un termini de 12 mesos. Els portuguesos van acceptar ajudar-lo i reconèixer-lo com a rei amb el nom de Jayawira Bandara. Però de Sitawaka va sortir un exèrcit manat per Illangakon Mudaliyar i els oficials del Perumal van desertar; el propi Perumal va poder fugir amb 200 homes i 26 elefants cap a Colombo, on es va postrar davant Dharmapala al que va garantir la seva determinació de complir el que havia acordat.

### Ofensiva del perumal (Jayawira Bandara)
Amb els seus seguidors i ajut portuguès es va apoderar de la posició de Kaduwela mentre es demanaven reforços a Goa; les guarnicions singaleses de Rakgaha Watta i Malwana foren expulsades i el principal exèrcit de Sitawaka derrotat a Gurubewila. El victoriós perumal Jayawira Bandara va ocupar Sitawaka amb molt poca resistència apoderant-se del gran tresor de Raja Sinha. Nikapitiya Bandara (batejat com Dom Felip), que havia escapat a les muntanyes, fou perseguit i capturat (va morir a la Universitat de Coïmbra el 1608 on es preparava per ser bisbe). Després Jayawira va caure sobre la província (disawani) de Matara i aviat va tenir quasi tot el regne de Kotte a les seves mans. Així dominava Kotte i Sitawaka i els portuguesos li tenien confiança (fins al punt que només tenien 12 homes a la guarnició).

### Kotte torna a Dharmapala
La rapidesa amb què Jayawira havia complert la seva promesa, va afavorir els portuguesos. Dharmapala, ara altre cop rei de Kotte i legal gran rei de l'illa, era ja vell i no tenia fills; d'acord amb la donació feta, a la seva mort el regne passava al rei castellà de Portugal i llavors Kotte estaria sota el seu total control, i Sitawaka i Jaffna serien protectorats segurs i nominalment eren regnes supeditats al de Kotte, el rei del qual seria el de Portugal. Així que van decidir conquerir la resta de Ceilan: el regne de Uda Rata seria per Dona Catherina, la jove filla de Karalliyadda, que seria casada amb un portuguès, expulsant a Konappu que regnava amb el nom de Wimala Dharma Surya, i això fou encarregat a Pedro de Sousa, que s'havia destacat darrerament en la campanya de Malaca. Però no consideraven la manca de suport local, les pèrdues que havien patit els portuguesos al participar amb l'Armada Invencible (1588) i el tancament del port de Lisboa als holandesos rebels contra Felip II que havia afectat el comerç i obligava als holandesos a substituir als portuguesos en el comerç oriental. Ni van tenir en compte el desprestigi que els portuguesos s'havien guanyat com a espoliadors, fins i tot els capitans, més preocupats d'enriquir-se que de governar amb equitat i justícia.

### Intent de conquesta de Uda Rata
A finals d'abril de 1594 uns 600 soldats portuguesos ben entrenats, a les ordres de Pedro Lopes de Sousa, nomenat governador i general conqueridor van iniciar la conquesta. Amb forces de Jayawira Bandara i 9000 lascarins van marxar de Colombo cap a Menikkadawara. Allí se li va reunir Dona Catherina procedent de Mannar; el pas de Balane estava abandonat i van poder avançar sense oposició fins al Mahaweli Ganga; Vimala Dharma Suriya I es va fer fonedís en les selves de la part oriental de l'illa on habitaven el poble anomenat vedes, considerats aborígens pre-aris, favorables al rei i on aquest havia amagat la seva família i tresor. El seu palau fou ocupat pels portuguesos amb una guàrdia per la princesa l'accés a la qual fou prohibit excepte per alguns religiosos portuguesos i una dama europea; la població va sospitar que els portuguesos volien conquerir el país en benefici propi i no de la seva princesa nativa i la gent va fugir per engreixar els rangs de Vimala Dharma Suriya I. La princesa havia de ser casada amb Francisco de Silva, famós com el portuguès més alt i guapo de l'Índia, però finalment això no era cert i aquest va tornar a Manar.
De mica en mica els portuguesos es van veure fustigats i amenaçats; no els arribaven provisions i es va començar a dubtar de la lleialtat de Jayawira Bandara i un missatge conspirador suposadament d'aquest fou interceptat i el comandant portuguès el va matar (es creu que en realitat era innocent) i després van massacrar a tots els seus homes; els lascarins, lleials a Jayawira, van desertar. Lopes va decidir retirar-se a Balane però foren atacats pels lascarins ansiosos de venjança, auxiliats per les forces de Wimala Dharma, i destruïts; només una part de la força portuguesa (220 homes) resistia (tots amb alguna ferida; el mateix Lopes tenia almenys 8 ferides) i al sortir el Sol es van rendir (6 d'octubre de 1594). Dona Catherina va quedar presonera de Wimala Dharma i va esdevenir la seva principal esposa al palau de Senkadagala. Lopes de Sousa va ser curat de les seves ferides però va morir d'alguna que devia ser greu. Els capturats violadors i criminals, cinquanta, foren enviats a Colombo després de ser cegats, deixant un ull a un de cada cinc. La resta van haver de treballar en restaurar el palau de la capital de Wimala Dharma. Quan la derrota fou coneguda a Sitawaka, els portuguesos que es veien amenaçats a la zona, se'n van retirar cap a Colombo, deixant al front del govern a Samarakon Rala, un noble singalès que s'havia fet cristià, que va residir a Galle.

### Domingo Correa es proclama rei com Edirille Bandara
Al Nadal de 1594 Jeronimo de Azevedo va succeir a Lopes de Sousa (1594-1613) i vuit dies després, amb Dharmapala al davant, es van dirigir a Sitawaka i van exercir severes represàlies. El palau de Raja Sinha fou reconstruït i Samarakon fou cridat des de Galle i se li va encarregar dirigir les operacions contra Wimala Dharma. Aquesta tasca la va fer molt lentament i amb més d'una derrota. Wimala Dharma, que havia viscut anys amb els portuguesos, era un enemic més perillós que Raja Sinha. La guarnició de Colombo, molt reduïda i afectada per malalties i manca de subministraments, estava a la vora del motí. Una victòria de Domingos Correa contra el príncep de Uwa, que donava suport a Wimala Dharma, va assegurar un breu respir però el 17 de novembre de 1595 Domingos Correa es va revoltar contra Dharmapala i es va proclamar rei amb 700 seguidors. Aquest aventurer tenia menys de 30 anys, era fill d'Edirille Arachchi, intèrpret de Dharmapala, de religió cristiana i inicialment va ser elevat al rang de mudaliyar i després de la seva victòria va rebre el títol de Wikramasinha (Lleó Victoriós) i quan es va proclamar rei ho va fer amb el nom d'Edirille Bandara.

### La guerra entre Edirille Bandara i Jeronimo de Azevedo
Jeronimo de Azevedo va marxar a Gurubewila i va ordenar a les guarnicions de Menikkadawara i Ruwanella de concentrar-se a Sitawaka, ordre que es va estendre a tot el districte, ja que la situació a Colombo era anàrquica; les carreteres foren bloquejades amb arbres; al cap de 15 dies van començar a mancar provisions. El capità governador va decidir traslladar al rei de Sitawaka a Gurubewila i tot el que hi havia a la ciutat evacuada que hagués pogut ser útil als rebels fou eliminat. La guarnició portuguesa eren tres-cents homes i estaven fustigats pels singalesos del país i en el camí van morir 23 i tots els demes van quedar ferits arribant a la nit a Gurubewila, on també hi havia fam i van decidir sortir per la força cap al sud al Rayigam Korale. El rei Domingo Correa va creuar el Kelaniya i va bloquejar les rutes retardant la marxa de la guarnició portuguesa que també eren atacat pels singaleses. Finalment en un atac van morir 134 portuguesos i 118 van quedar ferits (i una trentena ja havien mort en un atac parcial). Només 112 van poder seguir a causa que Correa va ser ferit i va desistir d'atacar-los. Iddagoda Rala va agafar el comandament de les forces de Correa i va empaitar als portuguesos que quedaven (que van abandonar a morts i ferits greus) i els va atrapar al temple de Horana. Però en el atac final Iddagoda va resultar mort i l'arribada de forces (500 homes de cristians tupasses) sota comandament de Samarakon els va permetre salvar-se i els rebels es van retirar. Les forces portugueses van poder tornar a Colombo amb el rei Dharmapala (només 50 no tenien ferides rellevants).

### Captura i execució de Eridille Bandara
Edirille Rala es va haver de refugiar amb Wimala Dharma que li va concedir nominalment els regnes de Kotte i Sitawaka. Els dos exèrcits actuarien en conjunt però l'arribada de reforços des de l'Índia va permetre a Azevedo de recuperar Malwana, mentre Samarakon va començar a construir un fort a Uduwara al Rayigam Korale. Intentant sorprendre a Samarakon, Edirille Bandara va fer una marxa forçada cap al lloc del nou fort, però fou rebutjat. A causa de no poder creuar un riu, Edirille en el seu camí va entrar en zones pantanoses i es va aturar a la casa d'una dona pobre que el va reconèixer i el va denunciar a Samarakon que va enviar un contingent que el va sorprendre i el va fer presoner; després va avisar a Azevedo que era a Kalutara. Quan va estar en mans del capità es va decidir que seria executat el 14 de juliol, com efectivament ho fou.

### Mort de Dharmapala
En els mesos següents el capità Azevedo va cometre exaccions de tota mena i va intentar aprofitar en benefici propi l'extracció de gemmes. El rei Felip I (II) va tenir notícies d'aquestos fets; el mateix rei Dharmapala li va escriure demanant que la seva persona fos tractada amb la dignitat deguda. El rei Dharmapala va morir el 27 de maig de 1597. Fou enterrat al Convent de San Francesc. Així acabava el regne de Sinhala i Kotte passava a ser possessió portuguesa com un regne separat però propi.

### Proclamació del rei Felip
El 29 de setembre de 1597 es va fer el jurament del rei Felip en una assemblea convocada a Malwana i dirigida per vuit nobles singalesos catòlics (5 dels quals de la cort del rei difunt). A canvi s'exigia el respecte de les lleis singaleses. El cap principal, Dom Antão, va rebre del capità Azevedo l'estendard portuguès. El regne (format pels antics regnes de Kotte i Sitawaka) és dividida en 4 províncies (disawani): Matara a la costa sud; Saparagamuwa al nord de l'anterior, amb les muntanyes de Kanda Uda Rata fins al riu Walawe Ganga; seguia Quatre Korales fins al riu Kelani Ganga; i al nord, Set Korales, amb la mar a l'oest i fins Anuradhapura. Cadascuna estava dirigida per un gran noble amb títol de Disawa, que l'administrava econòmicament i amb poders judicials i militars, amb autoritat sobre altres funcionaris i sobre els mayorales (caps de població). El Disawa de Matara era el de rang més elevat i el que disposava de major nombre de forces (uns 12.000).

### Lluites contra Uda Rata
Aquell mateix any (1597) es va reorganitzar el clergat budista i la Danta Dhatu fou portada de Delgamuwa a Senkadagala. Un atac prop de Matara de Simao Correa (germà de Edirille Bandara anomenat també Edirille Rala) al servei de Wimala Dharma, fou rebutjat en un combat (25 de setembre de 1597) per Samarakon, ajudat per 2000 homes procedents de Colombo sota comandament de Simao Pinhao; Pinhao va rebre en premi la mà de Maria Perera, la neta de Raja Sinha, i fou designat cap dels lascarins. Samarakon va rebre la insígnia de l'orde de Crist i la donació d'un poble. Però l'atac de Correa fou un moviment coordinat: un altre contingent va baixar per l'oest cap els Quatre Korales i es va establir a Iddamalpane; atacat allí els portuguesos foren rebutjats i el districte es va revoltar; un oficial portuguès, Afonso Moro, casat amb una singalesa, es va passar a Wimala Dharma. Es va demanar ajut a l'Índia però a causa de diversos conflictes no es podia enviar res. Azevedo va demanar el relleu que no li fou concedit. La situació però va fer un gir quan Correa, que era a Ruwanella, es va passar als portuguesos i fou perdonat. Les lluites van seguir durant mesos. El gener de 1599 es va fundar un fort a Menikkadawara pensat com a quarter per les operacions contra Uda Rata i un mudaliyar del rei Wimala, Pusella, es va passar als portuguesos. Els portuguesos van iniciar operacions contra el rei, avançant lentament. Wimala va oferir secretament a Pinhao fer-lo rei de les terres baixes si es passava al seu bàndol; Pinhao ho va comunicar a Azevedo que li va ordenar acceptar, però Pinhao fou traït per un dels seus i el pla va fracassar. El traïdor Manuel Dias fou nomenat Cap dels Mudaliyars i Pinhao va quedar presoner.

### Felip III i l'arribada dels holandesos
Mentre Felip III de les Espanyes (II de Portugal) havia succeït al seu pare Felip II (I de Portugal) el 1598. Els holandesos havien enviat tres vaixells a l'est i el 1597 havien establert una factoria a Bantam (Java). El 1602 iniciava operacions la Companyia Holandesa Unida de les Índies Orientals i el 31 de maig de 1602 el comandant Joris van Spilbergen, va aparèixer a la costa oriental de Ceilan i el 6 de juliol es va traslladar a la cort del rei Wimala a Senkadagala escortat per Manuel Dias. El 28 de novembre de 1602 va arribar un altre holandès, el vicealmirall Seebald de Weert

### Greu derrota portuguesa
Azevedo preparava un nou atac a Balane i el gener de 1603 va avançar cap a Ganetenna, i de allí es va iniciar el setge de Balane sense gaires progressos; el febrer un singalès va oferir als portuguesos revelar un pas secret cap a la fortalesa; quan hi van entrar els defensors ja l'havien abandonada. Va esperar l'arribada de Pinhao per seguir; però l'endemà els lascarins van desertar cap al rei i sense el seu ajut no podien avançar per desconeixement del terreny. Les muntanyes de la rodalia estaven plenes de singalesos hostils i a la nit els portuguesos van haver d'abandonar la fortalesa; van poder reunir-se amb les forces de Pinhao perdent però més de cent homes. Es va rebre un missatge de Samarakon que anunciava que s'havia produït una revolta general a l'illa. Una delegació singalesa va oferir la corona suprema a Samarakon, però aquest va rebutjar. Les forces portugueses es van retirar cap a Sitawaka on van poder arribar al cap de 15 dies després de perdre 300 homes. De allí van creuar el Kelani Ganga i es van dirigir a Malwana que ja havia estat atacada i saquejada. La derrota portuguesa fou greu i més encara la pèrdua de prestigi que va comportar. El mes de març Azevedo va fer una crida als portuguesos de Colombo per ajuntar forces. Antonio Barreto, un dels lloctinents de Samarakon, va desertar cap al camp del rei amb un nombre important de forces. Tota l'illa menys Galle, el feu de Samarakon, fou perdut pels portuguesos. Les muralles de Colombo es van haver de reparar amb presa però aquí l'avantatge era pels portuguesos, ja que els singalesos no disposaven d'artilleria de setge i la població podia ser abastida per mar dominat també pels lusitans.

## Període de disputa entre Portugal i Holanda

### Primer conflicte amb els holandesos
El 25 d'abril de 1603 va arribar a Batticaloa l'holandès de Weert. El juny va saber que el rei, que acabava de conquerir Menikkadawara, era prop. De Weert es va reunir amb Wimala Dharma o junts van anat a Sampanturai. Els soldats i auxiliars holandesos foren enviats als vaixells però en lloc d'obeir es van quedar a la rodalia i es van emborratxar. El propi de Weert, borratxo, va rebutjar la petició del rei d'atacar Galle (mentre ell tornava a la capital per veure a la reina) i va insultar a la reina; el rei el va fer matar. Llavors es va ordenar matar a tots els holandesos i la majoria van morir però alguns es van poder escapar. Els holandesos però van reaccionar amb moderació i van contemporitzar; el rei els va oferir la pau o la guerra a la seva elecció, i els va demanar ajuda per atacar Galle i Colombo. No obstant no es va arribar a cap acord i el 28 de juliol la flota holandesa va abandonar l'illa.

### Mort de Vimala Dharma
Samarakon no va aconseguir cap victòria i Azevedo el va fer arrestar i el va enviar carregat de cadenes a Goa. La resta de l'any tothom estava esgotat i no es van produir esdeveniments. Al principi del 1604 va morir Vimala Dharma. Tal com havia disposat el successor era el seu fill Astana Bandara que era menor, sota regència del seu cosí Senarat, que s'havia vestit la túnica del sacerdoci. Els reis de Senkadagala eren incinerats a Asgiriya, 1,5 km al nord de Kandy. Allí fou cremat Wimala; el seu cor no obstant va ser respectat pel foc.

### Darrers anys del govern d'Azevedo
Durant uns anys no hi va haver activitat. El rei Felip va proposar aixecar un rei rival en la persona de Dom João, que seguia la seva educació al Col·legi dels Reis de Goa, però la proposta no va tenir continuïtat i Dom João fou enviat poc després a Europa. El governador Azevedo va rebre ordres de quedar confinat a Galle i Colombo per fer front als holandesos a les mars del sud. El rei Felip va ordenar l'enviament de 300 homes per sotmetre tota l'illa i el bloqueig de la costa occidental entre Manar i Galle per evitar que els holandesos contactessin amb els singalesos. Es va dissenyar una estratègia que consistia en bloquejar la importació a Ceilan de teixits (que venien de l'Índia), de l'opi (procedent del sud-est asiàtic) i de la sal (localment se'n obtenia una mica per evaporació, però no era suficient); es calculava que tres anys de bloqueig obligaria als singalesos a rendir-se. Els drets de duana, els ingressos de Mannar i el tribut d'alguns dels prínceps del sud de l'Índia foren cedits a Azevedo per ser emprats per la guerra; el bisbe de Cochin, que tenia la jurisdicció eclesiàstica de l'illa, va ser convidat a visitar-la per instar als oficials a tractar als natius amb justícia i clemència; els oficials van rebre la prohibició de ficar-se en afers mercantils. No obstant el govern de Goa era de poc ajut, ja que tots els recursos es van destinar a l'expedició marítima de 1606 dirigida pel virrei Martim Afonso de Castro (1605-1607). El virrei tenia en el seu seguici a Samarakon, al que volia compensar de la injustícia que havia patit a mans de Azevedo (ara s'havia ordenat tractar amb la màxima consideració als nobles singalesos); Samarakon fou nomenat capità de Goa el que li donava un seient al consell d'estat i de guerra del virrei. La flota del virrei era la més gran que mai havia sortit de Goa però després de diverses lluites sense resultats decisius, els portuguesos no van aconseguir cap dels seus objectius. El virrei va morir d'un atac de cor a Malaca el 4 de juny de 1607. Azevedo va mantenir el bloqueig i va fer tres expedicions contra els singalesos (1706, 1707 i 1708) dirigides per Pinhao i per Correa i pel governador de Matara (a Galle) Dom Constantino Navaratna, però tot sense resultats.
Els excessos dels oficials portuguesos provocaven l'hostilitat creixent dels natius; la destrucció de temples provocava especial greuge. Els soldats no rebien la paga, sovint passaven gana i les fortificacions es degradaven; només els criminals i les dones de baixa reputació arribaven a Ceilan. Un santuari existia a Colombo i es va copiar a Galle: el que s'hi refugiava no podia ser arrestat excepte per lesa majestat, moneda falsa o assassinat d'un xerif o jutge. El 1609 el rei de les Espanyes va signar una treva de 12 anys amb les Províncies Unides el que de fet implicava un reconeixement de facto de la independència d'Holanda. Mentre Senarat s'havia casat amb la reina vídua i va consolidar la seva posició, mantenint una bona entesa amb els holandesos.

### Primer tractat amb Holanda
El 1611 les autoritats de l'Índia van poder posar 700 soldats a disposició d'Azevedo. Aquest va iniciar una campanya i va creuar el Mahaweli Ganga, arribant a Senkadagala que estava deserta i fou incendiada. Va retornar a Colombo deixant guarnició a Balane. El 8 de març de 1612 Marcellus de Boschouwer, el factor, es va presentar a la cort reial amb carta del Príncep Maurici d'Orange i l'11 de maig de 1612 va signar un tractat d'assistència mútua i els holandesos rebien una concessió al magnífic port de Kottiyar a la costa oriental on podrien construir una fortalesa; el comerç seria lliure i els holandesos sotmesos a la justícia dels seus propis oficials; a més els holandesos obtenien el monopoli del comerç de canyella, pedres precioses i perles i dos holandesos s'asseurien al consell de guerra del rei.

### L'exèrcit portuguès al límit
Azevedo va sortir de Ceilan el desembre de 1612 per assolir el càrrec de virrei de l'Índia on va arribar el dia de Nadal. Francisco de Meneses Roxo va ocupar el govern de Ceilan durant quasi dos anys, procurant principalment enriquir-se, comerciant amb l'enemic en teixits i opi. L'exèrcit portuguès estava en mala situació: Portugal estava despoblat i no es podien cobrir les necessitats militars; els joves de 9 anys eren segrestats per ser portats a l'exèrcit i els criminals perdonats a canvi de servir; el viatge es feia en condicions terribles i les malalties delmaven els vaixells, omplint l'hospital de Goa quan arribaven.
El 20 de juliol de 1613 va morir la reina poc després de la mort del príncep hereu Astana Bandara. El novembre de 1614 va arribar a Colombo el nou governador Manuel Mascarenhas Homem, amb instruccions per restablir la disciplina a l'exèrcit i fer la guerra sense descans, amb dos incursions cada any en què s'havia de matar tot mascle de més de 14 anys; les tropes natives havien d'estar dirigides per líders eficaços, i el bloqueig als ports orientals mantingut dins el que fos possible. Els beneficis de la canyella s'havien d'emprar en la guerra i la capital s'havia d'establir a Malwana.

### Proclamació del fals Nikapitiya Bandara
El 7 de març de 1615 es va veure un cometa de tres cues, seguit d'una epidèmia que va afectar persones i bestiar i el 14 d'abril es va produir un terratrèmol. El maig de 1615 el rei Senarat va despatxar un emissari al holandès Boschouwer per obtenir assistència contra els portuguesos. El març de 1616 va arribar el nou governador general Nuno Álvares Pereira. Ja després els plans del virrei Azevedo van caure en l'oblit. Antão Vaz Ferrerira, que havia arranjat els afers econòmics de l'illa i havia creat el Tombo o registre, també va sortir de Ceilan.
Per aquest temps corria el rumor que Nikapitiya Bandara (que havia mort a Coïmbra el 1608) era a l'illa per salvar al poble i se suposava que era a Anuradhapura. Un personatge va elegir el moment i es va fer passar per Nikapitiya Bandara, quan el poble estava horroritzat per les crueltats portugueses i necessitava un líder. El fals Nikapitiya va entrar a l'antiga ciutat reial de Dambadeniya el 5 de desembre de 1616, on es va proclamar rei i en pocs dies tot el districte estava revoltat; dos mil singalesos van arribar des de Uda Rata per ajudar el pretendent; els portuguesos van atacar i el 18 de desembre els dos exèrcits van xocar a Gandolaha, prop del Maha Oya; els lascarins van desertar el camp portuguès però l'arribada de Dom Constantino Navaratna, ara casat amb una dona portuguesa de Colombo, amb reforços, va salvar la situació; Dom Constantino Navaratna fou llavors aclamat rei pels lascarins. Però la lluita va seguir i finalment els portuguesos es van retirar. Nikapitiya amb molts dels seus seguidors, es va escampar per tot el país i a Nakalagama es va fer proclamar emperador. Però llavors va cometre un error i va demanar al rei de Uda Rata una de les seves reines com esposa; se li va contestar que se li donaria quan expulsés totalment als portuguesos, però els dos mil soldats de Senarat que l'ajudaven fins aleshores, foren cridats i van retornar al seu país; llavors els portuguesos van contraatacar i van xocar a Kal Eliya, i Nikapitiya es va haver de retirar cap a la selva creuant el Maha Oya cap a Dambadeniya.

### Pau entre Senarat i els portuguesos
Mentre Barreto, ara disawa d'Uwa, va fer un atac al Rayigam Korale i va fer retirar al disawa de Matara cap a Galle. Però Senarat va decidir abandonar a Nikapitiya i fer la pau amb els portuguesos. La guarnició de Balane s'hi va oposar i es va revoltar però fou severament castigada per un exèrcit enviat pel rei que els va forçar a rendir-se a canvi de salvar la vida. Mentre el consell de Goa va decidir enviar al propi virrei per arranjar els afers de l'illa; no obstant no hi havia ni homes ni diners per aquesta empresa així que no es va fer res. Els portuguesos estaven ara en millor situació i el rei Nikapitiya es va retirar cap al nord; una batalla es va lliurar prop de Anuradhapura, i el rei va fugir.
Mentre Barreto es va revoltar contra Senarat i es va fer amo de tot l'est de l'illa i les seves forces van atacar Matara i Sabaragamuwa. Finalment el tractat de pau amb Senarat es va signar el 24 d'agost de 1617: la sobirania reial fou reconeguda a canvi del pagament d'un tribu anual de dos elefants, l'entrega dels presoners portuguesos i cristians. Barreto no obstant va seguir exercint el control dels disawanis de Sabaragamuwa i Matara; els portuguesos van evacuar totalment Sabaragamuwa mentre que a la segona foren derrotats pel rebel. Al mateix temps Nikapitiya va tornar a aparèixer als Set Korales acompanyat d'un príncep de nom Mayadunne, membre de la família reial de Sitawaka, però no va trobar suport i es va refugiar a la selva altre cop.

### Èxits de Sa i Noronha
El 17 de novembre de 1617 João Coutinho, conde de Redondo, va arribar a Goa com a virrei i l'endemà va assolir la successió d'Azevedo (que va passar els restants 8 anys de la seva vida en una masmorra de Lisboa). A Colombo va arribar el setembre de 1619 el nou governador Constantino de Sa y Noronha que va distribuir un exèrcit d'espies per descobrir els plans dels singalesos. Senarat va mantenir la pau amb valuosos regals i el propi de Sa va dirigir una expedició que va derrotar a Barreto, que s'havia reunit amb Mayadunne i que es va haver retirar amb ell cap a les muntanyes del Pic d'Adam després de patir fortes pèrdues que van esquerdar el seu poder. De Sa va retornar a Malwana i va enviar a de Oliveira contra Jaffna on el príncep Chankili s'havia apoderat del govern. El príncep va fugir davant els portuguesos i la resistència fou agafada per Migapulle Arachchi, que tenia el suport del sobirà de Tanjore, sense aconseguir èxits importants. De Sa va enviar a Luiz Texeira per ajudar a Oliveira i pel camí va fer tota mena d'atrocitats. Finalment la tranquil·litat aparent es va restaurar al nord quasi al mateix temps que al sud Mayadunne feia un intent que fou derrotat sent forçat a retirar-se cap a l'est.

### Breu intervenció danesa
Mentre Boschouwer no va aconseguir suport del govern holandès i es va dirigir a Dinamarca. El rei Cristià IV de Dinamarca va posar cinc vaixells a la seva disposició manats per Ove Giedde, i aquests vaixells van aparèixer a la costa oriental de Ceilan el maig de 1620, concloent un tractat amb el regne de Kandy per establir la fundació d'un assentament a Trincomalee a la costa est de l'illa. Van ocupar el colossal temple de Koneswaram el maig de 1620 per començar la fortificació de la península abans de ser expulsats pels portuguesos.
Boschouwer va morir deixant una vídua. Mayadunne va enviar delegats per demanar ajut a Giedde, i Senarat hi va donar el consentiment, però ja els portuguesos tenien preses posicions i el 2 de juliol Mayadunne fou forçar a refugiar-se a bord d'un dels vaixells. Barreto fou capturat i assassinat. Els danesos van abandonar l'illa deixant a la jove vídua de Boschouwer a l'establiment holandès mentre Mayadunne va poder marxar a l'Índia.

### Primer amotinament
El 1621 Felip IV de Castella va succeir a Felip III. El 1622 el virrei Fernão de Albuquerque va cessar a de Sa com a governador de Ceilan i va nomenar al seu propi fill Jorge de Albuquerque. Al cap d'un temps l'exèrcit es va amotinar, els oficials foren deposats i es va designar una junta de 12 oficials fins al nomenament d'un nou governador. Jorge de Albuquerque era impopular i es va planejar la seva mort, però finalment no es va portar a terme. El 1623 Constantino de Sa tornava al govern. Al mateix temps també hi va haver una conspiració contra Mayadunne, que era a l'Índia exiliat, i que es va saldar amb l'execució de diversos singalesos.

### Mesures enèrgiques de Constantino de Sá de Noronha
De Sa va rebre instruccions de sotmetre Ceilan i erigir un fort a Trincomalee per controlar el port ofert per Senarat als holandesos. El 1624 de Sa va elegir el turó de Konesar Malai per erigir el fort; es van destruir tres temples hinduistes a la zona i es va fundar un fort triangular amb canons obtinguts d'un vaixells danès que havia naufragat a la zona; s'hi va establir una guarnició. Aquest acte trencava la pau acordada amb Senarat, però es van oferir explicacions al rei. De Sa es va dedicar llavors a reforçar les fortificacions de Galle i Colombo i va crear una fabrica de moneda per poder regularment als soldats. Després va enfrontar el problema dels comerciants musulmans que en nombre cada cop més gran, s'establien a l'illa, que foren expulsats refugiant-se en territori singalès, especialment a la regió de Batticaloa. Després de Sa va reforçar Menikkadawara, en vistes a utilitzar la plaça en operacions militars contra els singalesos; a la costa oriental es va establir un fort a l'illa de Puliyan Tivu prop de Batticaloa (el lloc fou una mala elecció) provocant altre cop l'enuig de Senarat que finalment el va portar a declarar la guerra el 1627; els portuguesos van penetrar a Uwa i van incendiar la població de Badulla, però les operacions no van seguir.

### Divisió del regne d'Uda Rata
El 1628 el rei va cridar als seus tres fills. Un d'ells era Maha Asthana, el futur Raja Sinha (II) al que la reina Maha Biso Bandara havia donat a llum 16 anys abans quan eren a Mahiyangana i el seu naixement fou marcat per auguris favorables i per una victòria singalesa a Balane. El rei va repartir el regne entre els tres fills per sorteig, i el nucli d'Uda Rata va recaure en aquest Maha Ashtana, que en conseqüència seria el rei cap (Aga Raja) amb el títol de Raja Sinha. El seu germà Kumara Sinha va rebre Uwa i el tercer germà, Wijaya Pala, el districte de Matale.

### Primera expedició de De Sa
El març de 1629 De Sa va iniciar novament operacions amb poc èxit a causa de la neu a les muntanyes (per la que els portuguesos no tenien equipament i alguns van morir de fred). Les sangoneres també van mostrar ser una terrible plaga pels homes marxant a través dels boscos xops i creuant rierols infestats. Els singalesos els van diverses emboscades i l'avanç va ser molt lent. Cada poble pel que passaven era destruït i els habitants massacrats però l'exèrcit singalès no presentava batalla. Senkadagala fou trobada abandonada i fou cremada i després els portuguesos van retornar a les bases i llavors foren fustigats pels singalesos i finalment els van derrotar en una batalla a Ambatenna, on els portuguesos, després de patir fortes baixes, es van retirar corrent. Moltes malalties van afectar els portuguesos i el propi de Sa va caure tant malalt que fou extremunciat, però finalment es va recuperar.
Mentre de Sa era absent quatre mudaliyars de Colombo, elevats a la més alta posició per de Sa, va conspirar amb Senarat. Una expedició del príncep Kumara Sinha va sortir de Uwa i va atacar territori portuguès durant un mes, sense que els lusitans poguessin sortir de les posicions fortificades per manca de recursos. El nou virrei de l'Índia Miguel de Noronha, comte de Linhares (21 d'octubre de 1629 a 9 de desembre de 1635) va enviar un missatge a de Sa amonestant-lo per la seva suposada inactivitat.

### Segona expedició de De Sa i la seva mort
De Sa es va veure obligat a iniciar operacions militars, envaint territori singalès, tot i que els seus oficials li desaconsellaven. Va sortir amb 700 portuguesos i 13.000 lascarins i va avançar lentament fins a Badulla (que fou saquejada durant dos dies i cremada); al tercer dia van aparèixer els singalesos als turons de la rodalia i van començar a rodejar als invasors. Els portuguesos es van confessar i van iniciar la retirada. Els lascarins, que pertanyien als quatre mudaliyars conspiradors, esperaven l'ocasió; portuguesos i natius lleials es van enfrontar a la Guàrdia d'Atapattu, les forces d'elit del rei singalès. El conspirador Dom Cosme va matar a un portuguès i va mostrar el seu cap i va desertar acompanyar pels gruix dels lascarins. La batalla va durar tres dies; la captura de Luiz Texeira, disawa de Set Korales, i del sergent major, quan fugien per la selva, va portar la desmoralització i els portuguesos, completament rodejats, estaven en molt mala situació; alguns lascarins lleials van poder fugir (uns 500 lascarins van restar lleials) i de Sa va poder enviar un emissari a Colombo. A la nit una intensa pluja va inutilitzar les armes de foc dels portuguesos que només es podrien defensar amb espases. A les dues del migdia els 200 portuguesos que quedaven rodejaven al seu general i seguien matant enemics perquè aquests tenien ordres de capturar-los vius; però davant la resistència es va ordenar disparar i finalment de Sa va morir i fou decapitat. El seu segon a Colombo era Lançarote de Seixas Cabreira que va assolir el govern interí.
En els dies següents els singalesos van avançar, ocupant el fort de Saparagamuwa (capturant a la guarnició) i es van presentar davant Colombo 36 dies després de la seva victòria sobre de Sa. Dos assalts foren rebutjats; la situació a la ciutat era desesperada i hi van haver casos de canibalisme. Els que sortien de la ciutat eren acollits pel rei. L'arribada d'alguns soldats que venien de Malaca, va reforçar la guarnició que així va poder resistir. Al cap de tres mesos Maha Ashtana, que dirigia als assetjants, es va retirar deixant només una part del l'exèrcit. En el seu camí de tornada va capturar Menikkadawara, i va fer dos-cents presoners. La resta de l'exèrcit es va retirar poc dies després cap a Kaduwela. Van arribar reforços de l'Índia i els portuguesos van poder sortir de darrere de les muralles, però sense força per fer un contraatac. A Colombo es va descobrir una conspiració liderada per un soldat d'ètnia singalesa que fou executat.

### Acord de pau entre Portugal i Senarat
Felipe Mascarenhas va ocupar el càrrec de governador de manera provisional però cap militar volia agafar el govern de Ceilan, que finalment va acceptar Dom Jorge de Almeida que va desembarcar el 21 d'octubre de 1631.
Converses amb Senarat van intentar l'alliberament dels presoners portuguesos però el rei s'hi va negar. Es van enviar reforços des de Goa per intentar una acció de força que es va iniciar el gener de 1633 amb 1000 portuguesos, 1000 lascarins i 1200 kafirs i canaresos, que van avançar cap a Malwana; com a exemple, un home de la població fou executat davant la seva dona i fills i altres foren fets esclaus dels capitans portuguesos. Després fou ocupada Kaduwela forçant als singalesos a retrocedir. Les negociacions de pau es van reprendre i finalment es va signar la pau el 15 d'abril de 1633. Portugal reconeixia als tres germans com reis i el rei pagaria un tribut anual de un elefant i permetria que un franciscà residís a la seva capital; els presoners portuguesos serien alliberats i lliurats al cap del fort de Batticaloa; inicialment el rei no va voler ratificar el tractat però el 1634 el nou governador Diego de Melo de Castro (1633-1635) va aconseguir l'acord final.

### Segon amotinament
Portugal havia anat perdent influència. El comerç amb Xina estava tancat; les illes de les Especies (Moluques) estaven ja controlades pels holandesos que s'havien establert a Jakarta; Shah Jahan havia capturat la factoria portuguesa a Bengala; Ormuz va caure en mans dels perses; els anglesos bloquejaven els seus intercanvis comercials a les Índies Occidentals; els danesos s'havien establert a Tranquebar i fins els francesos ja operaven a aigües de l'Índia. Els holandesos amenaçaven Brasil i Goa era bloquejada de tant en tant. Portugal va entrar en fallida. Els frares eren cada cop més nombrosos mentre no hi havia gairebé soldats. Els jesuïtes es van fer amos de Travancore i de les pesques de perles de la costa i disposaven d'un exèrcit propi. Aquesta decadència també s'estenia a Ceilan on el 1635 l'exèrcit es va amotinar altre cop elegint 12 senadors per administrar els afers; després d'un breu govern de Jorge de Almeida va ser designat (1636) Diogo de Melo.

### Raja Sinha i els holandesos
Senarat va morir el 1636 i Maha Ashtana va pujar al tron com Raja Sinha II. Inicialment volia la pau però com que l'oficial portuguès de Batticaloa va donar suport a uns rebels contra el rei, ho va reconsiderar. Es va orientar cap als holandesos que ara estaven fermament establerts a Pulicat i el 9 de setembre de 1637 els va oferir un dels seus ports a canvi de l'ajut contra els portuguesos. Els holandesos van acceptar donar aquesta assistència el 19 de novembre de 1637 però a canvi del monopoli del comerç de canyella.
Diogo de Melo es va alarmar però ara el rei no volia parlar amb ell. De Melo havia intentat donar suport a Wijaya Pala per reclamar el tron suprem i ara altre cop li va escriure i va definir als holandesos com a rebels al rei de Portugal (el rei de les Espanyes i els Països Baixos), pirates reconeguts a tota l'Índia i odiats per tots els reis i senyors indis, i li demanava actuar. Mentre els holandesos havien arribat a un acord amb Raja Sinha i van retornar a l'índia (a Pulicat) amb tres ambaixadors holandesos que després de diverses gestions van retornar a l'illa el 2 d'abril de 1638 amb tres vaixells manats pel comandant Wilhelm Jacobsz Coster. En aquest temps s'havia produït un greu incident a l'illa: els portuguesos van confiscar un elefant que el rei havia regalat a un comerciant portuguès i en revenja el rei va confiscar dos cavalls que el governador havia enviat per ser venuts al regne: el rei va assegurar que retornaria els cavalls tan aviat com l'elefant fos restituït; això va enervar al governador que va aprofitar l'arribada d'un contingent de soldats des de Malaca per mobilitzar 900 soldats, 500 lascarins i un nombre de topasses, canaresos i kafirs per envair el regne.

### Derrota i mort de Diogo de Melo
El rei va enviar al franciscà de la seva cort per fer desistir a de Melo, que no li va fer cas i va entrar altre cop a la capital del regne sense oposició, va cremar el palau i el temple i es va retirar a Balane. Va passar la nit a Gannoruwa i l'endemà va travessar el riu; els soldats estaven cansats i tenien gana i Raja Sinha va veure la seva oportunitat i els va bloquejar la ruta cap a Senkadagala atacant-los des de la selva de la rodalia; els portuguesos no podien aconseguir aigua del riu més que amb molts esforços. Finalment el 28 de març de 1638 els portuguesos van intentar la retirada a través del riu i es va lliurar la batalla dita de Gannoruwa, que fou la darrera gran batalla dels singalesos; els lascarins, que estaven al càrrec de l'equip, foren atacats i van quedar separats de la resta; una part va fugir i l'altra es va poder reunir a la resta dirigint-se als turons de Kiriwat Talawa però es van trobar rodejats; De Melo va demanar un armistici, però les ordres del rei eren de no tractar amb els portuguesos sota pena de mort. Quan va començar l'atac els singalesos van actuar amb decisió i tots els enemics foren massacrats. 33 portuguesos es van salvar (a més dels kafirs que van quedar al cim d'un turó i els canaresos que van ser sobrepassats). De Melo devia morir però el seu cos no va poder ser trobat (només la seva espasa).

### Conquesta holandesa de Batticaloa
El 10 de maig de 1638 l'almirall Adam Van Westerwold es va unir a Coster a Batticaloa amb més vaixells. Raja Sinha va tornar quatre dies més tard amb 15.000 homes deixant a Wijaya Pala amb la resta de les forces prop de Colombo. El 18 de maig de 1638 forces combinades van atacar les posicions portugueses de Batticaloa i després de 4 hores de bombardeig la guarnició es va rendir. El 23 de maig es va signar un tractat entre Raja Sinha II "Emperador i rei de Ceilan i Candia" i Adam Van Westerwold representant de la Il·lustre Alta Potència de les Províncies Unides dels Països Baixos i l'excel·lentíssim Príncep Frederic Enric d'Orange; el rei reconeixia als holandesos com amics, aliats i protectors; el botí capturat a les posicions portugueses es repartiria per meitat i serien ocupades per guarnicions amb suficient artilleria; els holandesos rebien facilitats per magatzems però no podien iniciar hostilitats sense consulta al rei; la llibertat de comerç pels holandesos seria total amb monopoli per la canyella, pebre, cera i ivori mentre el rei tenia el monopoli dels elefants però amb dret dels holandesos a comprar tants animals com altres. Es van establir diverses disposicions sobre extraterritorialitat, lliure circulació, extradició de criminals i es va prohibir tota relació amb els portuguesos, declarats enemics eterns dels dos estats, quedant prohibida l'entrada al país de sacerdots catòlics.
El 4 de juny de 1638 Westerwold i la seva flota van marxar cap a Jakarta amb dos ambaixadors singalesos. El governador general Anthony Van Diemen va dirigir una carta al rei amb el tractament de Gran i Poderós Radio Singha, emperador de l'illa de Ceilan, rei de Kandy, de Kotte, de Seytabaka, Dambadoney, Anarrajapore, Jaffnapatam; príncep d'Uva, Matura, Dinavaco, Quatre Codis; Gran Duc de Set Codis; Comte de Cotenwe, Trinquemale, Batacalo, Vilacam, Vintana, Dumbra, Pandjapato, Hewerta, Putalon, Balane, Gaele, Beligaon, Calature, Columbo, Negumbo, Chilao, Madampe, Calpety, Aripature, Manaer; senyor de les pesques de perles, gemmes i del Sol daurat." 

### Annexió d'Uwa
Dom Antonio Mascarenhas fou enviat des de l'Índia com a governador i totes les forces portugueses foren destinades a la defensa de Ceilan. Els portuguesos van recuperar Menikkadawara. Mentre a Ceilan el rei Kumara Sinha va morir i Raja Sinha II va prendre possessió del seu principat d'Uwa sense compartir res amb el seu germà Wijaya Pala, com aquest demanava. Això va empènyer a Wijaya a la guerra (setembre de 1638) però Wijaya, que disposava de 8000 homes, fou derrotat i fet presoner, quedant en residència vigilada a Senkadagala.

### Conquesta holandesa de Trincomalee i Negombo
A principis de 1639 Anthony Caen va arribar a l'illa amb una flota; enlloc d'atacar Colombo (com volia el rei) van atacar i ocupar el fort de Trincomalee que es va rendir (maig de 1639). Una altra flota va arribar el desembre amb 1500 soldats sota comandament del director general Philip Lucaszoon, que van desembarcar a Negombo, i foren atacats pels portuguesos i encara que inicialment els holandesos foren rebutjats finalment van aconseguir la victòria i els portuguesos foren rebutjats. L'exèrcit de Raja Sinha II va arribar tot seguit i junts van assetjar Negombo (6 de febrer de 1640) que fou presa per assalt al cap de tres dies; el lloc va quedar pels holandesos que van reforçar les fortificacions. Els singalesos volien arrasar el lloc i com que els holandesos no ho van permetre el rei es va retirar i no va voler tornar a parlar amb Lucaszoon (13 de febrer).

### Conquesta holandesa de Galle
Santa Cruz de Galle, el fort portuguès del sud, va rebre reforços des de Colombo. Els holandesos van desembarcar a la badia. El 13 de març es va produir l'assalt que els portuguesos no van rebutjar i a més van perdre un centenar d'homes. Tots els capturats foren executats o enviats als vaixells holandesos que van sortir cap a Batàvia. La meitat del botí fou donat al rei. Els canaresos i els kafirs van passar al servei dels holandesos i els presoners singalesos entregats al rei. Els soldats holandesos es van poder casar amb dones singaleses o mestisses. El capità Walraven de St. Amant fou nomenat governador de la fortalesa amb una guarnició de 196 homes. Coster també es va establir a Galle en qualitat de President de la Companyia.
La pèrdua de Galle va provocar en els portuguesos una gran preocupació; es va parlar d'abandonar també Colombo, però es va decidir que no, i totes les forces foren concentrades allí i es van enviar reforços de l'Índia. Coster va decidir anar a visitar el rei a Senkadagala el 17 de juliol de 1640. Allí es van produir alguns incidents: el traductor de Coster fou arrestat mentre intentava parlar amb Wijaya Pala; el rei va retornar un retrat del príncep d'Orange sense donar cap explicació; la cort singalesa va mostrar una gran fredor cap a Coster. Aquest no obstant va seguir amb el seu pla, i va demanar al rei la canyella, pebre i cera pel proper viatge com a pagament dels serveis holandesos (tal com establia el tractat); també va demanar la llibertat de comerç promesa; també va demanar alguns pobles de les rodalies de Galle pel manteniment dels soldats holandesos i que es donessin instruccions al disawa reial per fer els subministraments de manera regular. També va demanar l'establiment d'una seca i l'entrega als holandesos de terrenys per establir un magatzem a Kottiyar. El rei va dir que alguna cosa no s'havia complert per la pobresa del país o en el cas de Galle a la devastació de la zona mentre que altres s'estaven complint fins on era possible i que els donaria alguns pobles; sobre la seca calia estudiar-ho perquè les monedes portugueses trobades estaven molt depreciades.
Coster va saber que alguns reis indis havien enviat delegats al rei oferint ajut, i va preguntar al sobirà sobre el tema; va contestar que l'ajut estava destinat només a la conquesta de Colombo però el rei va dir que no podria fer aquest atac almenys fins al cap de tres anys per la situació del país. Després va donar permís a Coster per sortir del país. Pel camí va cometre alguns abusos i finalment es va mostrar extremament impertinent al arribar a Nilgala i demanar llet que van demorar en servir-li; les seves queixes i cops al mudaliyar van provocar un tumult que li va costar la vida.

### Pèrdues portugueses
Thyssen, el comandant de Batticaloa, va rebre excuses del rei (8 de setembre). Thyssen va anar a Galle on Saint Amand havia iniciat relacions amoroses amb una dona portuguesa i que va informar del mal estat de la guarnició. Un vaixell que anava carregat d'espècies cap a Masulipatam fou capturat pels portuguesos i el governador Mascarenhas va poder donar doble paga als seus soldats, però la situació dels portuguesos era delicada, havent perdut el control del comerç gairebé a tot l'Orient davant dels holandesos. Naus portugueses i holandeses s'enfrontaren sovint sense cap xoc decisiu. Malaca estava en perill però el rei Felip va confessar que davant del conflicte ocasionat pels holandesos al Brasil no podia enviar ajut; el virrei de Goa va contestar que semblava arribar l'hora d'abandonar Orient i tornar a casa. El 1639 els holandesos van desembarcar al port de Murmagoa (un dels dos ports de Goa) i van atacar els tres galions que eren allí fondejats; l'agost de 1640 van començar el setge de Malaca que van conquerir al cap de pocs mesos.

### Contraatac portuguès de Felipe Mascarenhas
João da Silva Telo e Meneses, comte de Aveiras, va arribar a Goa com a virrei (24 de setembre de 1640 a 30 de desembre de 1645) i va veure que la situació era desesperada a Ceilan i que seria perduda si no s'enviava ajut immediat. Felipe Mascarenhas va agafar la tasca; el seu nomenament era a més el més acceptable pel seu germà Antonio Mascarenhas, fins aleshores governador. Dom Felipe, poc després d'arribar, va conquerir Negombo (9 de novembre de 1640) i va derrotar l'exèrcit singalès de la rodalia. Raja Sinha II es va retirar a Senkadagala i tota la costa des de Colombo a Galle es va declarar pels portuguesos; els holandesos van veure els fets amb preocupació, doncs si perdien la província de Matara perdrien el comerç de canyella. Galle mateix fou amenaçada. Trincomalee i Negombo tenien guarnició holandesa tot i l'oposició reial. Els portuguesos van entrar als districtes de Quatre Korales i Set Korales però només van poder devastar la zona.

### Darrer intent de Wijaya Pala
Mentre Wijaya Pala es va escapar i es va revoltar; la revolta va fracassar i va haver de fugir a Sabaragamuwa a través del pas Idelgashinna; fou rebut pel capità major portuguès que li va agrair la seva posició favorable a Portugal. Wijaya va demanar tres companyies portugueses i es va comprometre a expulsar els holandesos, però el governador li va dir que no podia complir aquesta petició sense ordres del governador; Wijaya va quedar decebut; un noble ancià va mostrar el seu malestar per la manera com els portuguesos mostraven la seva gratitud; el capità major, en un rampell, el va fer arrestar i executar. Wijaya es va adonar de l'error comès amb els portuguesos; durant dos dies va refusar veure al capità major però finalment va acceptar anar a Malwana per trobar al governador. Fou rebut per Mascarenhas. Wijaya tenia uns 34 anys i impressionava per la seva dignitat. Finalment es va decidir que el príncep aniria a Colombo on altre cop fou molt ben rebut amb honors militars i es va convocar consell per decidir com se'l podia ajudar però després de molta discussió, una adhesió a les seves instruccions permanents sobre la conversió dels prínceps pagans que caiguessin en el seu poder, va impedir que el portuguesos complir amb les seves peticions i el príncep va marxar a Goa on es va fer cristià i va morir el 1651. Raja Sinha II es va lliurar d'un parent i rival i li va permetre aviat ocupar el districte de Matale.

### Serrells de 1641 i 1642
L'octubre de 1641 els ambaixadors del rei enviats a Batàvia i es van arranjar discordances entre les partes entre el tractat signat a Batticaloa i el que presentaven els holandesos que havia estat alterat. També es van intentar arranjar divergències entre els dos estats i es va discutir sobre el futur de Colombo (el rei exigia que fos arrasat) i sobre forts (els holandesos volien quatre forts amb guarnició holandesa).
Els holandesos no es van atrevir a atacar Galle perquè encara que la guarnició era dèbil les fortificacions eren fortes i mancaven vaixells per un setge efectiu. Pel seu costat els holandesos es van acostar per mar a Colombo el gener i febrer de 1642 però van decidir que la posició era massa forta i que era millor intentar reconquerir Negombo, si bé finalment no van fer res i van tornar a Galle.

### Restauració de la independència de Portugal i pau amb Holanda
En aquestos anys Armand Jean du Plessis de Richelieu havia convertit França en un regne poderós i el 1640 una revolució a Portugal va posar fi a 60 anys de jou dels espanyols i va establir la dinastia de Bragança amb el rei João IV. Holanda va rebre la revolució amb satisfacció i va planejar signar la pau amb el nou govern, pau que es va signar el 12 de juny de 1641 i va entrar en vigor a les Índies Orientals un any després. La pau era per deu anys i cada part es quedava amb el que tenia en el moment de la signatura; els aliats de cada part entraven també en l'acord. No obstant a Ceilan hi va haver discussions per la delimitació del territori de la fortalesa de Galle i va costar una mica arranjar el tema. L'11 de maig de 1643 un cos de 200 portuguesos fou atacat per holandesos a Akuressa, però els atacants van acabar fugint en desbandada deixant un centenar de morts i 50 presoners; els seus caps Van der Laen i Doncq foren enviats a Batàvia per ser jutjats.

### Disputa sobre Galle
Poc després François Carron, va arribar a Galle amb 1400 holandesos i va atacar als 500 portuguesos de la rodalia però al cap d'una setmana de lluita els atacants van desistir per ser massa perillós i Carron va marxar a Negombo on va arribar el 7 de gener de 1644. Mascarenhas va anar allí amb 550 portuguesos i va atacar als holandesos però foren rebutjats pel superior nombre de l'enemic; el propi Mascarenhas va caure amb no menys de 9 trets i els seus homes que restaven es van retirar cap a la fortalesa; van intentar una resistència desesperada; una pluja de pólvora va rebre els holandesos que, això no obstant, es van obrir pas; el capità portuguès va morir amb les armes a la mà i la resta dels seus companys van ser mots o foren fets presoners. Els holandesos, amb 2000 homes de Raja Sinha, van marxar llavors per terra cap a Colombo però la resistència a la riba sud del Kelani Ganga (ocupada pels portuguesos) els va fer retornar a Negombo des on Carron va sortir per mar el 18 de març de 1644 deixant a la fortalesa una guarnició de 500 homes.
Portugal va enviar reforços des de la l'Índia augmentant l'exèrcit a 1.300 homes. Un nou atac portuguès a Negombo es va produir el juny de 1644 i després d'un mes de setge es va intentar l'assalt però uns 600 atacants van morir i la resta, uns 400, van retornar a Colombo desmoralitzats. Per sort per a ells el 10 de gener de 1645 els termes discutits de la pau van arribar al final (cada part es quedava en el territori que estava de facto en les seves mans) i els portuguesos van gaudir així d'una nova treva.

### Conflicte entre Holanda i Raja Sinha II
Després de la pau van sorgir conflictes amb Raja Sinha II. Els holandesos pretenien establir-se a Set Korales contra la voluntat del rei i havien establert una guarnició a Pannara. El 13 de maig de 1646 Adrian Van der Stel, abans governador (cap superior) de Maurici (1639-1645), va deixar Negombo per anar a Pannara amb 150 homes. Tres dies després el rei van arribar a la zona per protestar i oferir escortar als holandesos cap a Negombo. Van der Steel hi va tenir un incident i les dues parts van xocar. Van der Steel va morir en combat i el seu cap fou entregat a la guarnició de Pannara a la que poc després el rei va convidar a rendir-se, i ho feu l'endemà.
Després d'una reacció inicial els holandesos van veure que estaven equivocats i van oferir negociacions; el rei va tardar sis mesos a respondre i el juliol de 1647 va cridar als holandesos a la cort. Van passar mesos (1648-1649) i no es van fer progressos i el juliol de 1649 semblava propera una solució; però llavors Maatsuyker, successor de Thyssen a Galle, va escriure a Batàvia que l'única manera de tractar al rei era emprant la força. Això va fer impossible l'acord però la pau es va mantenir. La pau també va servir als portuguesos per posar ordre a l'administració.

### Període de pau
Filipe de Mascarenhas fou nomenat virrei i va deixar Ceilan el desembre de 1645 arribant a Goa el 30 de novembre de 1645. El va succeir Manuel Mascarenhas Homem, que va demostrar ser incompetent; no va aprofitar la pau per fer els preparatius necessaris i gairebé res estava preparat quan l'octubre de 1652 la guerra entre Holanda i Portugal es va reprendre. Van córrer rumors de traïció del governador i va patir un intent d'assassinat i els soldats es van amotinar. El governador fou deposat i tres comissionats foren posats al càrrec de l'administració i Gaspar de Figueira, fill d'una portuguès i una dona singalesa, fou nomenat cap de l'exèrcit. Sota el lideratge de Figueira els holandesos que controlaven la ruta de Negombo van haver de tornar a la seva guarnició de 500 homes a Anguruwatota, que controlava el pas del riu Kalu Ganga; els singalesos que donaven suport als holandesos foren també rebutjats i expulsats del seu camp fortificat a Udapola Kanda. El mal temps havia dispersat els vaixells holandesos de la vora de Colombo.

### Represa de la guerra
El 10 de maig de 1653 va arribar el nou governador Francisco de Melo Castro (membre de la comissió de govern de l'Índia del 1651 al 1652) enviat per restaurar l'ordre, mentre per part holandesa va arribar poc després (octubre) el governador Adriaan van der Meyden, successor de Jacob van Kittensteyn (1650-1653). En aquest temps els lascarins holandesos de Galle van assolar la costa fins a Colombo expulsant als pescadors i impedint el cultiu de canyella; un combat a Tebuwana, a la riba del Kalu Ganga, va permetre als portuguesos recuperar Kalitara i posar les seves forces a la riba nord del riu Bentota. Una força holandesa es va fixar a la riba oposada i així van estar durant cinc mesos, fins al 16 de desembre de 1654 quan els holandeses van travessar el riu i van forçar als portuguesos a retirar-se cap a Kalutara. Al mateix temps Raja Sinha II va envair els Quatre Korales i els Set Korales i va expulsar els portuguesos de les seves posicions allí, però es va retirar quan va arribar Figueira, que estava retirat i fou cridat per salvar la situació.
El març els holandesos van tornar a Kalutara. Al mateix temps Raja Sinha va portar al pas de Galagedera un fort exèrcit però fou rebutjat per Figueira després d'un combat a Kotikapola, i els holandesos també es van retirar. El rei va marxar a la seva capital per la celebració del Esala Perahera, el gran festival religiós. Escaramusses continuaven el 15 d'agost de 1655 quan va arribar el nou governador Antonio de Sousa Coutinho, amb diners per pagar els soldats. Els 15 de setembre van arribar 3000 holandesos manats per Geraard Hulft de Amsterdam, Director General de la Companyia. Un brot de pesta havia delmat el bestiar i feia difícil el cultiu d'arròs i els aliments van pujar molt de preu; els subministraments militars mancaven i no hi havia fusta per fer nous carruatges; hi havia 150 canons però pocs artillers; la força total era de 800 homes dels que un terç eren a Colombo i els lascarins eren pocs i poc fiables.

### Ofensiva contra Colombo
Els holandesos van desembarcar al nord de Colombo però les pluges monsòniques els van impedir avançar i van haver de tornar als vaixells al cap de dos mesos; llavors van navegar cap al sud, a Beruwala i van aparèixer davant Kalutara el 29 de setembre; un altre força va desembarcar a Panadura per tallar les comunicacions amb Colombo, i un tercer grup va desembarcar a la zona del Kalu Ganga; el 8 d'octubre Figueira, cridat altre cop, va arribar a Colombo on també van arribar 4 vaixells des de Goa. Figueira va poder marxar a la lluita amb 600 homes i alguns lascarins. Va arribar a Kalutara però el fort ja havia caigut dos dies abans a mans dels holandesos. Poc després va atacar als holandesos a la plana entre Moratuwa i Panadura; els portuguesos van carregar però els holandesos van respondre amb foc obert i els van fer fugir després de perdre 520 homes.

### El setge de Colombo
Figueira va tornar a Colombo amb 160 homes la mateixa nit. Figueira va organitzar la defensa. El bastió de São João que controlava la via cap a Mutwal (per la que venien els holandesos) era la primera preocupació; seguia el bastió central de Santo Estêvão des de on les muralles continuaven al sud cap al de São Sebastião i el de Madre de Deos que dominava el llac i que guardaven la Porta da Rainha on s'iniciava la Rua Direita fins a l'hospital on començava la Rua de Misericordia passant per la residència del governador, que era António de Sousa Coutinho. Al sud el llac (infestat de cocodrils) hi havia els bastions de São Jeronimo, Santo Antão i São Iago (Thiago) el darrer dels quals dominava la porta Mapane i es connectava amb la roca de São Agostinho fins a la costa de Galbokka i cap al nord fins a l'establiment dels franciscans on hi havia el polvorí; la costa acabava a la roca de São Lourenço i el bastió del mateix nom i a l'extrem del escull el bastió de Santa Cruz que dominava la badia amb 16 canons. Cap a l'est el Alphandingo o duana tenia el bastió del mateix nom i més a l'est el de São Paulo al costat de l'establiment dels jesuïtes que estava connectat al bastió de São João. Les forces de defensa eren 18 companyies de 25 homes cadascuna, incloent els kafirs, lascarins, casados. L'atac holandès es va iniciar a les bateries de São Tomé; el dirigia Gerard Pietersz Hulft.
Mentre Raja Sinha II era a la seva capital malalt de febre però va enviar a 1.200 homes. A l'octubre de 1655 l'efecte dels bombardejos holandesos es va començar a notar; els portuguesos reparaven els danys a la muralla. Esperaven l'atac per la zona entre São Sebastião i Madre de Deos. El 4 de novembre va arribar al camp holandès el cortesa reial Tennekon Appuhami, suposat descendent d'una de les cases reials de Coromandel, amb una carta del rei encoratjant als holandesos. El 12 de desembre es van presentar 4 vaixells davant Santa Cruz i tres destacament d'infanteria van avançar cap a Curaca, São João i Porta da Rainha mentre els singalesos atacaven la porta de Mapane; un dels vaixells va poder bombardejar però sense èxit. 200 homes van poder creuar el llac amb bots i van desembarcar però foren interceptats per portuguesos que van matar a uns 125 i la resta, molts ferits, es van retirar. Un intent de Van der Laen (absolt en el seu judici a Batàvia) contra Curaca, no va reeixir. L'atac a la Porta da Rainha dirigit per Hulft tampoc va reeixir i Hulft va ser ferit. Durant uns dies va tornar la calma i els holandesos van interceptar alguns missatges de Goa que asseguraven que no es podien enviar reforços.
El 10 de gener de 1656 es va intentar un atac per la zona de São João però van haver de desistir després d'hores de lluita. Els holandesos van començar a emprar un nou projectil fet d'estopa i altres materials combustibles i equipat amb una vintena o més de petits tubs, portant cadascun dos bales. L'explosió d'aquests projectils a curta distància i per sobre del sòl causava nombrosos morts i va ser molt perjudicial pels portuguesos. Aquests van començar a patir per manca de fusta per reparacions i van haver de sacrificar el cocoters el que els va fer patir de manca de menjar. Els homes morts o ferits greus havien fet baixar el nombre de defensors i les invocacions religioses a les esglésies van començar a ser constants. Es va enviar habitants fora de la ciutat però el febrer 620 que volien sortir foren retornats pels holandesos però no se'ls va permetre la reentrada i foren deixats entre els holandesos i les muralles on van morir; ni això va aturar la sortida de gent; tots els que sortien eren bloquejats i deixats morir de gana davant els ulls dels portuguesos. Amb la població civil es van cometre horribles crims (avui greu crims de guerra però en aquell temps fets poc rellevants). Els vaixells holandesos controlaven els accessos al port i els singalesos van construir una empallissada per prevenir que els portuguesos sortissin per la zona de Mapane. Santo Estêvão fou bombardejada fins que fou abandonada i Madre de Deos era un munt d'escombraries. Els canons portuguesos estaven quasi tots inutilitzats. El governador rebutjava rendir-se esperant ajut des de Goa.
El 21 de març els holandesos, que estaven fent una mina, van topar amb la contramina dels portuguesos. La mina d'aquests era estreta i van poder infringir baixes a l'enemic; els portuguesos van situar un carregament de pólvora per poder fer esclatar el túnel a distància quan volguessin. El 10 de març de 1656 el governador va escriure a Raja Sinha II demanant la seva intercessió. El rei li va contestar que s'havia de rendir i va prometre que tothom salvaria la vida. L'endemà va designar a Hulft com a Director general en tots els seus dominis. El març i abril, després de febres i disenteria, va seguir una plaga combinada amb el fet que eren els mesos de calor i no va ploure ni un dia; la gent ja no podia ser enterrada i la carn de gos va arribar a preus molt alts. Catorze dels 15 elefants foren sacrificats per menjar; el canibalisme fou comú. Alguna mare va matar el seu fill de pit per menjar-lo i fou executada, però això es va seguir fent.
El 5 d'abril Hulft va demanar audiència al rei que li va concedir i després de honorar al rei va obtenir algun honor; va tornar al campament de Colombo. A la tornada, mentre inspeccionava la mina feta pels holandesos, els portuguesos la van fer esclatar i Hulft va morir. Però tot i el dol, el comandament va passar a Van der Meyden i el setge va seguir. Les bombes arribaven als carrers entre São Sebastião i Madre de Deos on la muralla ja estava ensorrada, i la Rua Direita es va haver de cobrir amb barricades fetes amb palmeres. Finalment el rei va donar el permís per l'assalt final. El 6 de maig un desertor va revelar que els canons havien estat portats al carrer els quals estaven plens de barricades i que l'endemà hi hauria pocs homes a les muralles, i es va decidir fer l'assalt l'endemà. São João (defensat per tres nois de menys de 14 anys i 8 lascarins) fou pres per l'assalt i tots els defensors morts per bombes. Els holandesos van penetrar amb rapidesa mentre els singalesos enviaven una pluja de fletxes contra els defensors. Els portuguesos van defensar casa per casa; després de perdre els arcabussos els portuguesos carregaven amb espasa i per tres vegades van rebutjar als holandesos del bastió, però la superioritat numèrica es va acabar imposant. El bastió no era segur, ja que estava a l'abast dels canons de Santa Cruz i de Curaca i la presència de Coutinho va encoratjar als defensors per recuperar el bastió manats pel ex governador Francisco de Melo de Castro, que tenia més de 80 anys; finalment però es van haver de retirar.
Els holandesos van atacar la zona de l'empallissada de São João que fou controlava per centenars d'holandesos. El portuguesos van fer esclatar una mina construïda allí i van matar molts holandesos i singalesos i espasa en ma van rebutjar als atacants. La lluita al bastió en un reduït espai fou èpica. Un barril de pólvora va explotar i ja els portuguesos no van poder mantenir la resistència. A les set de la tarda la lluita es va aturar. Els portuguesos tenien uns 120 morts o greument ferits. Els holandesos també havien tingut moltes baixes i només quedaven 1287 europeus a les seves files. A l'albada l'atac va seguir; els portuguesos s'havien concentrat a Curaca; el 10 de maig el consell va decidir que no hi havia esperança i va decidir demanar un armistici. El dia 11 es va hissar la bandera blanca; les propostes portugueses foren contestades amb contrapropostes holandeses que finalment foren acceptades. La ciutat es rendia formalment el matí del dia 12. Els soldats podrien sortir amb honors; els oficials, clergat i generals tindrien un tracte especial; els casados, suboficials i mercaders serien embarcats cap a Coromandel amb tota la propietat i esclaus que es poguessin emportar; tots els portuguesos que reconeguessin la hegemonia holandesa serien ben tractats i podrien conservar les propietats. Els natius quedaven a discreció del general holandès però els mudaliyars, arachchis i lascarins tindrien un tracte més suau. Els holandesos es cuidarien dels ferits i malalts; els vaixells que arribessin després del 30 de maig podrien salpar sense ser molestats. La signatura de l'acord concertat a la nit del dia 11 es va fer al matí i al migdia dos holandesos van rebre les claus de la ciutat i es van fer càrrec de les municions i armes. A les tres la guarnició va sortir fora de les muralles sent rebuda pels holandesos i per Raja Sinha II i la seva gent. Primer van sortir successivament setanta-tres esquelets vivents, no pocs d'ells movent-se dolorosament amb l'ajuda d'una crossa o mantenir-se a si mateixos amb un pal o que foren acompanyats fins a la porta i alguns no van ni tenir forces per arrossegar-se més; després un centenar d'habitants i "casados" tots en situació semblant. Els holandesos no es podien creu que aquesta era la guarnició que havia obligat a pactar condicions honorables de rendició.
Després van entrar els holandesos en triomf amb Van der Meyen i els seus ajudants al davant; a la Curaca van trobar als dos generals portuguesos ullerosos dels patiments que havien tingut, que els van rebre. Els lascarins foren desarmats i les entrades de les mines posades sota vigilància. Sis sacs plens de florit van ser les úniques provisions que es van trobar i només 6500 lliures de pólvora i una mica de sal pètria i sofre. A la caixa només queden 1500 monedes. Els portuguesos van ser embarcats abans de dos dies però les filles dels portuguesos foren retingudes per aparellar-se amb els soldats. Seguidament van entrar alguns oficials de Raja Sinha II però no es va permetre l'entrada d'aquest.

### Conflicte amb el rei
El rei estava disgustat, ja que no s'havia consultat amb ell els termes de la rendició. Uns dies després les tropes singaleses es van retirar i les relacions amb els holandesos es van trencar; el comerç dels habitants de la rodalia de Colombo amb els estrangers fou prohibit pel rei.
Al cap de poc temps els holandesos van començar a ser afectats per la fam. Van esclatar malalties i epidèmies i entre 20 i 30 persones morien cada dia. Molts portuguesos i lascarins es van passar al rei Raja Sinha II. Figueira s'hi volia unir però els holandesos el van enviar a l'Índia. Els holandesos van reforçar les defenses de la ciutat abandonat dos terços d'aquesta i concentrant-se a l'entorn del convent dels Agustins.
Hi va haver disturbis a tota la costa, i el cultiu de canyella es va veure seriosament obstaculitzat. Els holandesos van decidir enviar una carta de submissió al rei demanant la restauració de les antigues bones relacions i li van oferir l'entrega de Negombo; Van der Meyden li va preguntar quin altra cosa voldria i oferint entregar-la amb molt de gust. El rei va contestar "vull propostes, no endevinalles". Les tropes del rei van atacar posicions de la Companyia holandesa. Finalment els holandesos de Colombo van decidir sortir de la ciutat i van atacar a les forces reials. Raja Sinha II es va retirar a Ruwanella.

### Conquesta de Manar i Jaffna
El gener de 1657 la flota portuguesa que sortia de Goa es va trobar amb els holandesos i es van lliurar tres combats navals. El 1658 una flota holandesa manada per Ryckloff Van Goens es va presentar a Tuticorin i va sotmetre els establiments portuguesos pesquers de la costa. Al cap d'unes setmanes una força de 3000 europeus, bandanesos i singalesos de Colombo van desembarcar a Mannar, seu ara del govern portuguès de Ceilan dirigit per António do Amaral de Meneses; després d'una breu resistència el gruix dels portuguesos va creuar cap a terra ferma i va fugir cap a Jaffna. El fort de Manar es va rendir el 22 de febrer. Els holandesos van creuar a Mantota i van començar a avançar cap a Jaffna arribant a Chundikuli, a 3 km del fort de Nostra Senyora dels Miracles, sense trobar oposició. Allí unes empallissades bloquejaven la ruta el que va demorar l'avanç uns dies. Els habitants es van refugiar darreres les muralles del fort. El 20 de març va començar l'atac; la fam va començar aviat i a més es va declarar una epidèmia. Als tres mesos la pólvora s'havia acabat i els cossos dels morts contaminaven les fonts. La resistència no es podia allargar i el 22 de juny els defensors es van rendir; els soldats van poder sortir amb honor però totes les propietats dels portuguesos i aliats foren confiscades. Els soldats, manats per Figueira que havia tornat, fou enviada al seu país després de ser tots regirats a fons; la plaça fou saquejada metòdicament.

## Governadors colonials

### Capitans
- 1518 João da Silveira
- 1518 - 1522 Lopo de Brito
- 1522 - 1524 Fernão Gomes de Lemos
- 1524 - 1551 vacant

### Capitans majors
- 1551 - 1552 João Henriques
- 1552 Diogo de Melo Coutinho
- 1552 - 1553 Duarte de Eça
- 1553 - 1555 Fernão Carvalho
- 1555 - 1559 Afonso Pereira de Lacerda
- 1559 - 1560 Jorge de Meneses Baroche
- 1560 - 1564 Baltasar Guedes de Sousa
- 1564 - 1565 Pedro de Ataíde Inferno
- 1565 - 1568 Diogo de Melo
- 1568 - 1570 Fernando de Monroy
- 1570 - 1572 Diogo de Melo Coutinho (segona vegada)
- 1572 - 1575 António de Noronha
- 1575 - 1578 Fernando de Albuquerque
- 1578 - 1583 Manuel de Sousa Coutinho
- 1583 - 1590 João de Correia de Brito
- 1590 - 1591 Simão de Brito
- 1591 - 1594 Pedro Homem Pereira

### Governadors
- 1594 Pedro Lopes de Sousa
- 1594 - 1613 Jerónimo de Azevedo
- 1613 - 1614 Francisco de Meneses
- 1614 - 1616 Manuel Mascarenhas Homem
- 1616 - 1618 Nuno Álvares Pereira
- 1618 - 1622 Constantino de Sá de Noronha
- 1622 - 1623 Jorge de Albuquerque
- 1623 - 1630 Constantino de Sá de Noronha (segona vegada)
- 1630 (3 mesos) Lançarote de Seixas Cabreira (interí)
- 1630 - 1631 Filipe de Mascarenhas
- 1631 - 1633 Jorge de Almeida
- 1633 - 1635 Diego de Melo de Castro
- 1635 - 1636 Jorge de Almeida (segona vegada)
- 1636 - 28 Mar 1638 Diogo de Melo de Castro (segona vegada)
- 1638 - 1640 António Mascarenhas
- 1640 - 1645 Filipe de Mascarenhas (segona vegada)
- 1645 - 1653 Manuel Mascarenhas Homem
- 1653 - 1655 Francisco de Mello e Castro
- 1655 - 1656 António de Sousa Coutinho
- 1656 - 1658 António do Amaral de Meneses (a Jaffna)